# Martín Lutero
Martín Lutero (en alemán: Martin Luther; Eisleben, 10 de noviembre de 1483-Eisleben, 18 de febrero de 1546), nacido como Martin Luder, fue un teólogo, filósofo y fraile católico agustino que comenzó e impulsó la Reforma protestante en Alemania y cuyas enseñanzas inspiraron la doctrina teológica y cultural denominada luteranismo.
Lutero exhortaba a la Iglesia a regresar a las, según él, enseñanzas originales de la Biblia, lo que produjo una reestructuración de las iglesias cristianas católicas en Europa. La reacción de la Iglesia católica ante la Reforma protestante fue la Contrarreforma. Sus contribuciones a la civilización occidental se extienden más allá del ámbito religioso, ya que sus traducciones de la Biblia ayudaron a desarrollar una versión estándar de la lengua alemana y se convirtieron en un modelo en el arte de la traducción. Su matrimonio con Catalina de Bora, el 13 de junio de 1525, inició un movimiento de apoyo al matrimonio sacerdotal dentro de muchas corrientes cristianas.
Tres años antes de morir, en 1543, escribió un tratado de antijudaísmo cristiano llamado Sobre los judíos y sus mentiras. Según este tratado, los judíos son un pueblo «abyecto y despreciable, es decir, no un pueblo de Dios, y su jactancia de linaje, su circuncisión y su ley deben ser considerados sucios»; «la sinagoga (las iglesias del pueblo judío) era una novia impura, sí, una ramera incorregible, una mujerzuela impía».
Lutero propugnó en este escrito, que «las sinagogas y escuelas rabínicas sean pasto del fuego, sus libros de oración destruidos, que se prohíba a los rabinos (los sacerdotes del pueblo judío) predicar y enseñar, que sus casas sean arrasadas y sus propiedades y dinero confiscados». «No se les debe mostrar ninguna piedad ni misericordia, ni facilitar protección legal alguna», y «estos infectos gusanos venenosos deben prepararse para el trabajo forzado o la expulsión definitiva». En este libro Lutero exhorta al asesinato de judíos, cuando escribe: «Seremos culpables de no destruirlos».
Su retórica no estaba solo dirigida a los judíos, sino también a los católicos, anabaptistas, cristianos no trinitarios. Por ello es considerado uno de los padres de la hispanofobia y el antisemitismo. Lutero murió en 1546, excomulgado por el papa León X.

## Biografía

### Primeros años

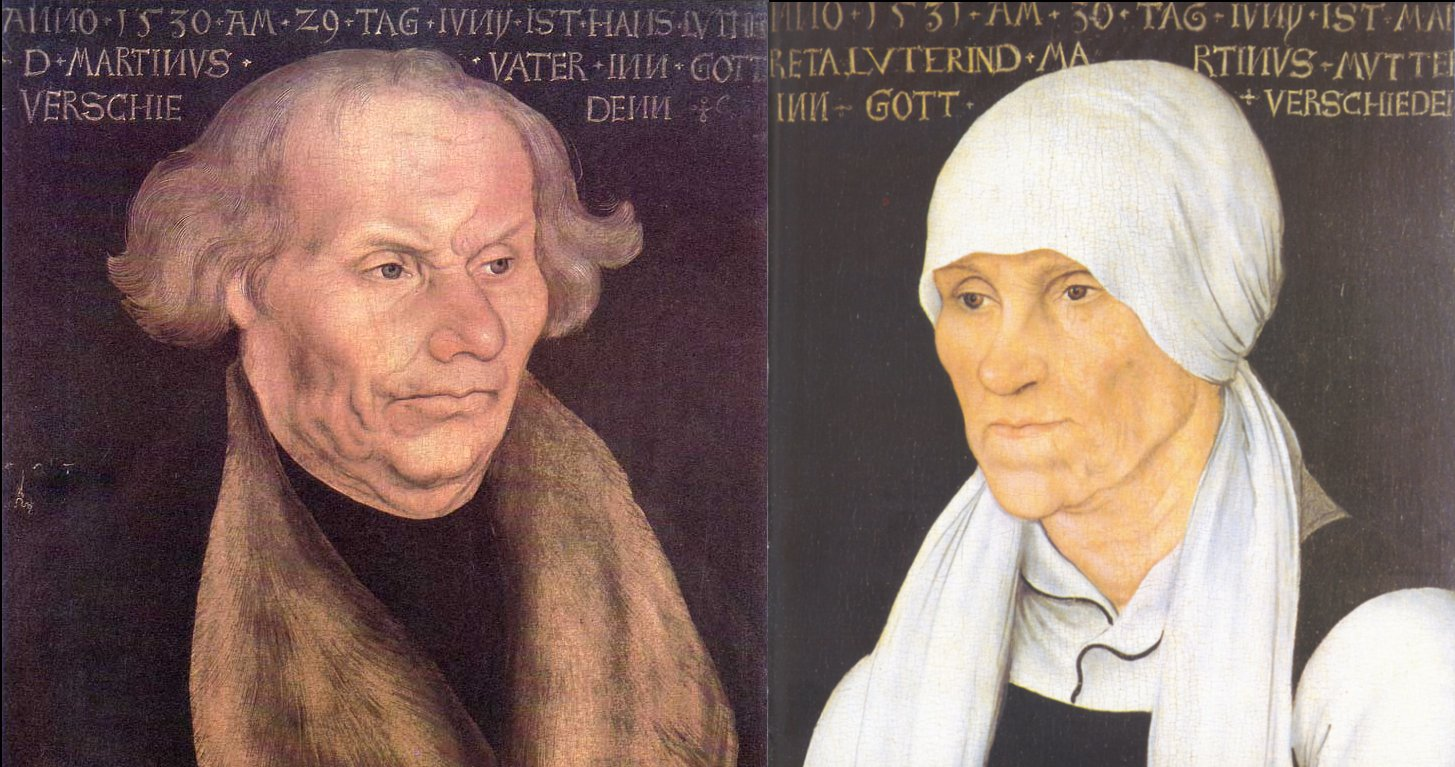
Retratos de Hans y Margarita Luder, padres de Martín, por Lucas Cranach el Viejo (1527).

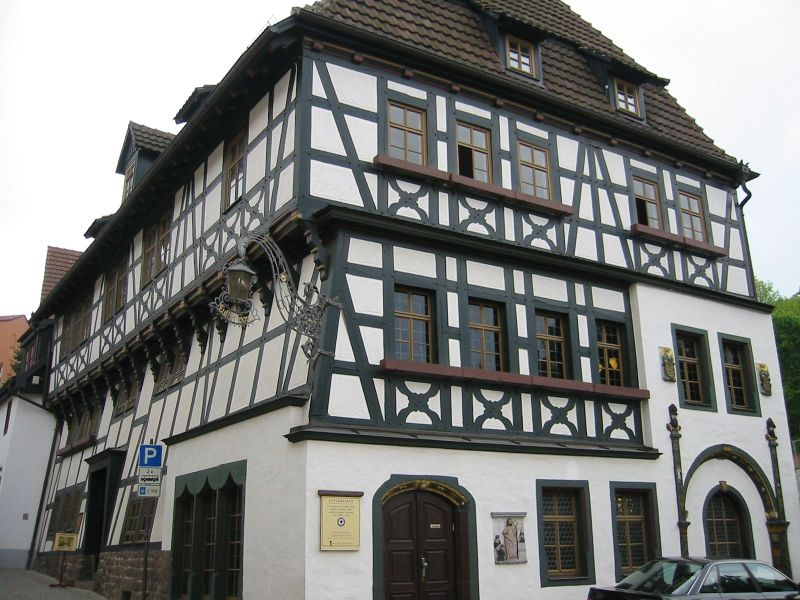
La casa de Lutero, donde vivió entre los catorce y diecisiete años mientras asistía a una escuela privada en Eisenach.

Hijo de Hans y Margarethe Luder, Martín nació el 10 de noviembre de 1483 en Eisleben y fue bautizado a la mañana siguiente, día de san Martín de Tours, por lo que le dieron el nombre de ese santo. En 1484 la familia se trasladó a Mansfeld, donde su padre dirigía varias minas de cobre. Habiéndose criado en un medio campesino, Hans Luder ansiaba que su hijo llegara a ser funcionario civil para darle más honores a la familia. Con este fin, envió al joven Martín a varias escuelas en Mansfeld, Magdeburgo y Eisenach.
En 1501, a los 18 años, Lutero ingresó en la Universidad de Erfurt, donde tocaba el laúd y recibió el apodo de El filósofo.
Recibió el grado de bachiller en 1502 y una maestría en 1505, como el segundo de 17 candidatos. Siguiendo los deseos de su padre, se inscribió en la Facultad de Derecho de esta universidad. Pero todo cambió durante una tormenta eléctrica el 2 de julio de 1505. Un rayo cayó cerca de él mientras regresaba de una visita a la casa de sus padres. Aterrorizado, gritó: «¡Ayuda Santa Ana! ¡Me haré monje!». Salió con vida y abandonó la carrera de Derecho, vendió sus libros con excepción de los de Virgilio y entró en el monasterio agustino de Erfurt el 17 de julio de 1505.

### Vida monástica y académica
Lutero pertenecía a la orden de los agustinos. Su actividad monacal consistía en rezar, ayunar, peregrinar y confesarse.
Johann von Staupitz, el superior de Lutero, concluyó que el joven necesitaba más trabajo para distraerse de su excesiva reflexión, y ordenó al monje que comenzara una carrera académica.
En 1507 Lutero fue ordenado sacerdote y en 1508 comenzó a enseñar Teología en la Universidad de Wittenberg. Lutero recibió su grado de bachiller en Estudios Bíblicos el 9 de marzo de 1508.
El 21 de octubre de 1512 fue "recibido en el Senado de la Facultad de Teología", dándole el título de Doctor en Biblia. En 1515 fue nombrado vicario de su orden, quedando a su cargo once monasterios.
Durante esta época estudió el griego y el hebreo para profundizar en el significado y los matices de las palabras utilizadas en las escrituras, conocimientos que luego emplearía para la traducción de la Biblia.

### Teología de la gracia de Lutero

Opera omnia (1562)

Las ansias de obtener grados académicos llevaron a Martín Lutero a estudiar las Escrituras en profundidad. Influido por la vocación humanista de ir ad fontes («a las fuentes»), se sumergió en el estudio de la Biblia y de la Iglesia primitiva. Debido a esto, términos como la penitencia y la probidad tomaron un nuevo significado para Lutero, convencido ahora de que la Iglesia había perdido la visión de varias verdades centrales que el cristianismo enseñaba en las Escrituras, siendo una de las más importantes de ellas la doctrina de la justificación solo por la fe. Lutero empezó a enseñar que la salvación es un regalo exclusivamente de Dios, dado por la gracia a través de Cristo y recibido solamente por la fe.
Más tarde, Lutero definió y reintrodujo el principio de la distinción propia entre la Ley de Moisés y los Evangelios que reforzaban su teología de la gracia. Como consecuencia, Lutero creía que su principio de interpretación era un punto inicial esencial en el estudio de las Escrituras. Notó que la falta de claridad al distinguir la Ley Mosaica de los Evangelios era la causa de la incorrecta comprensión del Evangelio de Jesús en la Iglesia de su época, institución a la que responsabilizaba de haber creado y fomentado muchos errores teológicos fundamentales.

### La controversia por las indulgencias

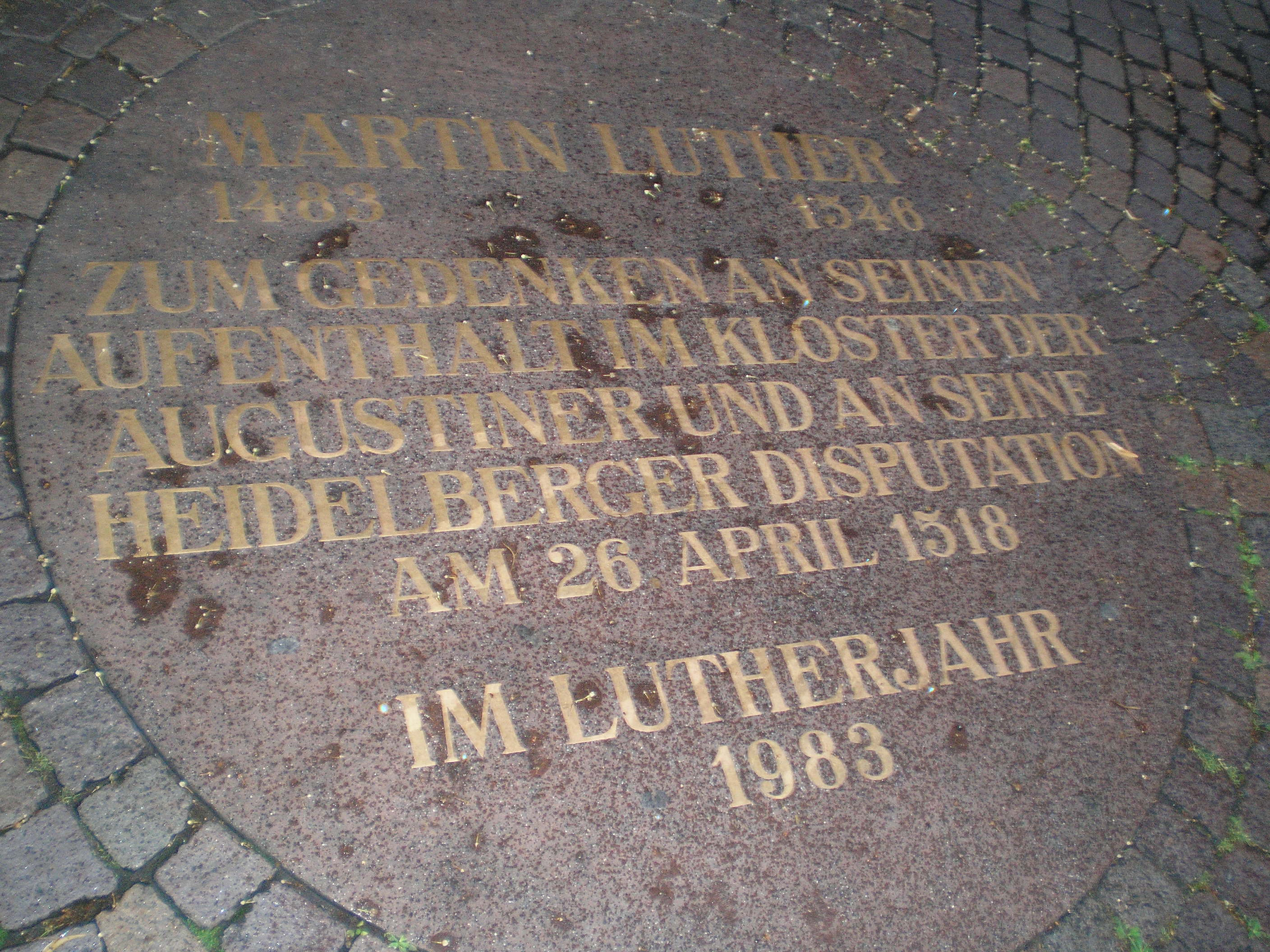
Homenaje a Lutero en una calle de Heidelberg, colocado en 1983 en el quinto centenario de su nacimiento, y que conmemora la disputa de Heidelberg.

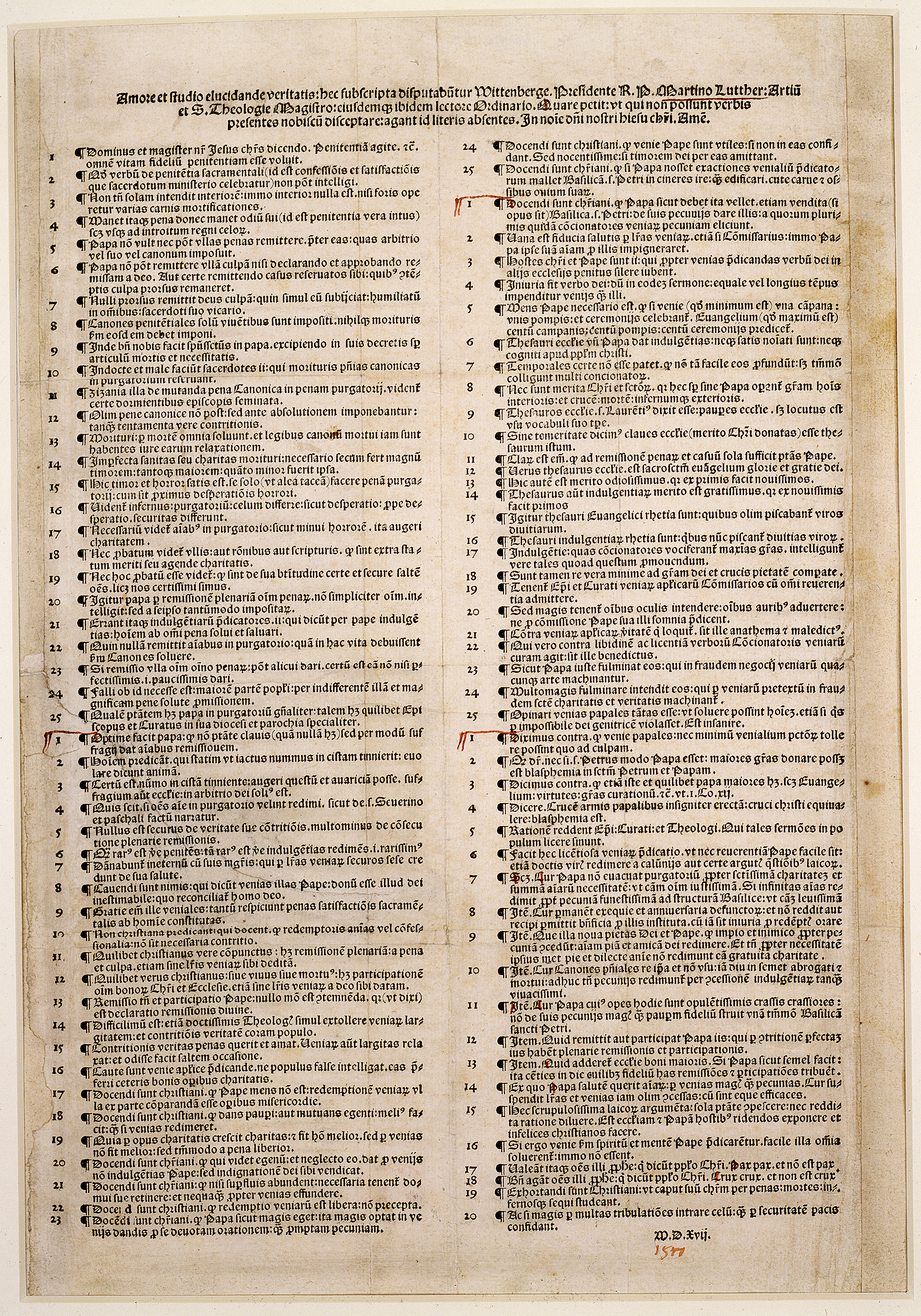
Las noventa y cinco tesis impresa en Núremberg en 1517, actualmente conservada en la Biblioteca Estatal de Berlín.

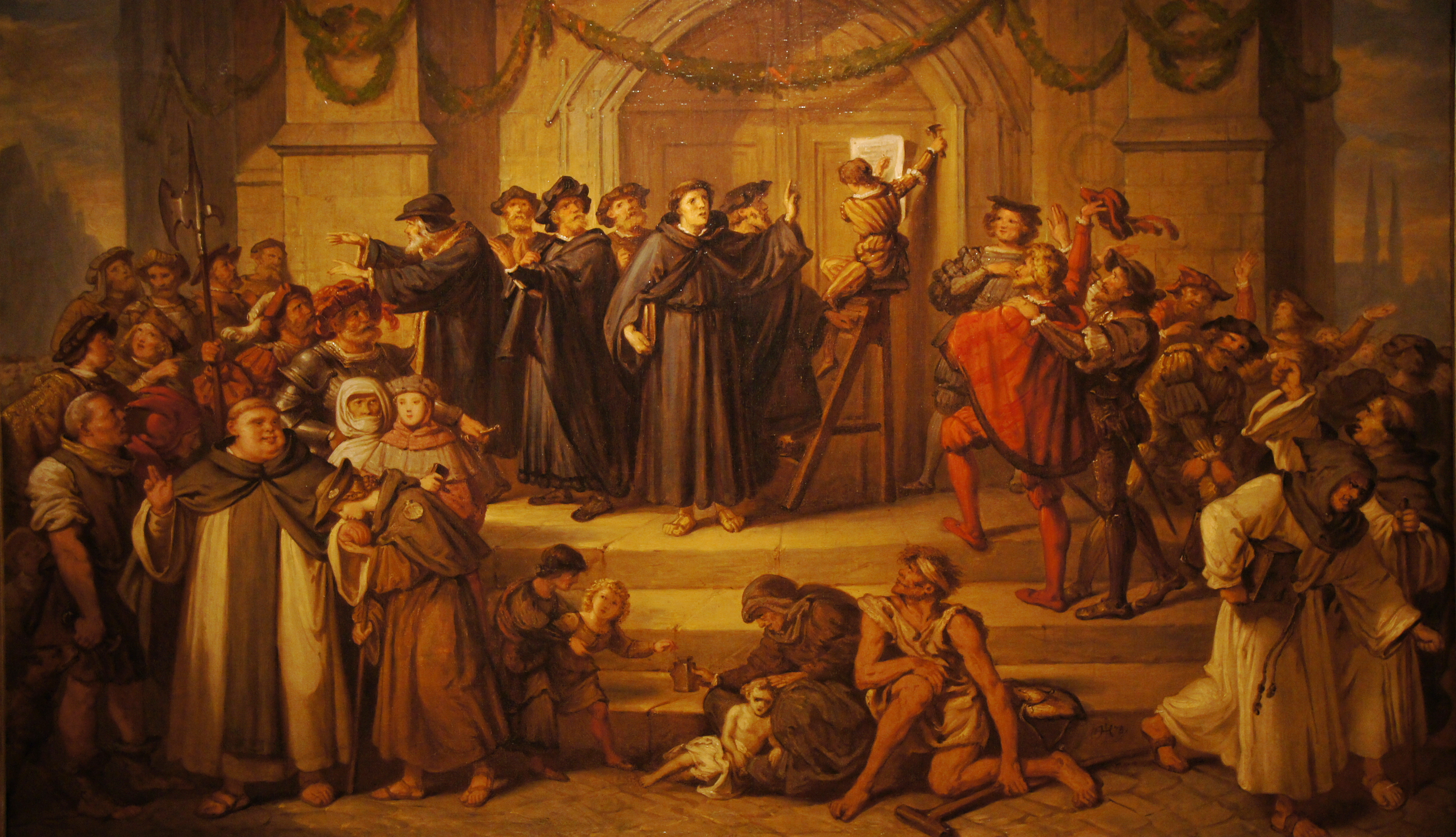
Pintura de Julius Hübner (Der Anschlag von Luthers 95 Thesen) hecha en el que recrea de manera espectacular el clavado de las noventa y cinco tesis, por medio de un muchacho, ante una multitud. En realidad, la práctica de publicar las tesis antes de una disputatio era un requisito de la Universidad.

Además de sus deberes como profesor, Martín Lutero servía como predicador y confesor en la iglesia de Santa María de la ciudad. Predicaba habitualmente en la iglesia del palacio, llamada también "de todos los santos", debido a que tenía una colección de reliquias proveniente de una fundación creada por Federico III de Sajonia. Fue durante este periodo cuando el joven sacerdote se dio cuenta de los efectos negativos de ofrecer indulgencias a los feligreses a cambio de una limosna.
Una indulgencia es la remisión (parcial o total) del castigo temporal que aún se mantiene por los pecados después de que la culpa ha sido eliminada por absolución. En aquella época cualquier persona podía  obtener indulgencias, ya fuera para sí misma o para sus parientes muertos que permanecían en el Purgatorio a cambio de una limosna. El fraile dominico Johann Tetzel había sido reclutado para viajar por los territorios episcopales de Alberto de Brandeburgo (arzobispo de Maguncia) ofreciendo indulgencias a quienes colaboraran caritativamente; con esto se esperaba financiar la edificación de la basílica de San Pedro en Roma, y comprar un obispado para Alberto de Hohenzollern.
Lutero vio en este acto no solo un abuso de poder, sino una mentira, que, no teniendo base directa en las Escrituras, podría confundir a la gente y llevarla a confiar solamente en las indulgencias, dejando de lado el sacramento de la confesión y el arrepentimiento verdadero. Lutero predicó tres sermones contra las indulgencias en 1516 y 1517. Una noche leyó un pasaje de la Carta a los Romanos 1:16 y 17 que le llevaría a hacer la Reforma: Porque no me avergüenzo del mensaje del evangelio porque es poder de Dios para que todos los que creen alcancen la salvación, los judíos en primer lugar y luego a los griegos. Pues este mensaje nos muestra de que manera Dios nos libra de culpa: es por fe y solamente por fe. Así lo dicen las Escrituras: El justo por la fe vivirá. Pero su enojo siguió creciendo y, según la tradición, el 31 de octubre de 1517 fueron clavadas las noventa y cinco tesis en la puerta de la iglesia del Palacio de Wittenberg como una invitación abierta a debatirlas. Las tesis condenaban la avaricia y el paganismo como un abuso que él creía estaban presentes en la Iglesia, y pedían una disputa teológica en lo que las indulgencias podían dar. Sin embargo, en sus tesis no cuestionaba directamente la autoridad del papa para conceder indulgencias.
Las noventa y cinco tesis de Martín Lutero fueron traducidas rápidamente al alemán y ampliamente copiadas e impresas. Al cabo de dos semanas se habían difundido por toda Alemania y, pasados dos meses, por toda Europa. Este fue uno de los primeros casos de la Historia en los que la imprenta tuvo un papel importante, pues facilitaba una distribución más sencilla y amplia de cualquier documento.

### Respuesta del papa
Después de hacer caso omiso a Lutero diciendo que era un «borracho alemán quien escribió las tesis» y afirmando que «cuando esté sobrio cambiará de parecer», el papa León X ordenó en 1518 al profesor dominico de teología Silvestre Mazzolini que investigara el tema. Este denunció que Lutero se oponía de manera implícita a la autoridad del sumo pontífice, al mostrar desacuerdo con una de sus bulas, por lo que declaró a Lutero hereje y escribió una refutación académica de sus tesis. En ella mantenía la autoridad papal sobre la Iglesia y condenaba cada "desviación" como una apostasía. Lutero replicó de igual manera y se desarrolló una controversia.
Mientras tanto, Lutero escribió su Sermón sobre la indulgencia y la gracia y posteriormente tomó parte en la convención agustina en Heidelberg, donde presentó una tesis sobre la esclavitud del hombre al pecado y la gracia divina. En el curso de la controversia por las indulgencias, el debate se elevó hasta el punto de que puso en duda el poder absoluto y la autoridad del papa, debido a que las doctrinas de "Tesorería de la Iglesia" y la "Tesorería de los Méritos", que servían para reforzar la doctrina y práctica de las indulgencias, se basaban en la bula Unigenitus (1343) del papa Clemente VI. En vista de su oposición a esa doctrina, Lutero fue calificado de hereje, y el papa, decidido a suprimir sus puntos de vista, ordenó llamarlo a Roma, viaje que no se realizó por problemas políticos.
Lutero, que antes profesaba obediencia implícita a la Iglesia, negaba ahora abiertamente la autoridad papal y apelaba a que se celebrara un concilio. También declaraba que el papado no formaba parte de la inmutable esencia de la Iglesia original.
Deseando mantenerse en términos amistosos con el protector de Lutero, Federico el Sabio, el papa realizó un intento final de alcanzar una solución pacífica al conflicto. Una conferencia con el chambelán papal Karl von Miltitz en Altenburgo, en enero de 1519, llevó a Lutero a decidir guardar silencio en tanto así lo hicieran sus oponentes, escribir una humilde carta al papa y componer un tratado demostrando sus respetos a la Iglesia católica. La carta escrita nunca fue enviada porque no contenía retractación alguna. En el tratado que compuso más tarde, Lutero negó cualquier efecto de las indulgencias en el Purgatorio.
Cuando Johann Eck retó a Carlstadt, un amigo de Lutero, a un debate en Leipzig, Lutero se sumó a este debate (27 de junio-18 de julio de 1519), en el curso del cual negó el derecho divino del solio papal y la autoridad de poseer el "poder de las llaves", que según él había sido otorgado a la Iglesia (como congregación de fe). Negó que la pertenencia a la Iglesia católica romana bajo la autoridad del papa fuera necesaria para la salvación, manteniendo la validez de la Iglesia ortodoxa griega. Después del debate, Johann Eck aseguró que Lutero se vio forzado a admitir la similitud de su propia doctrina con la de Jan Hus, quien había sido quemado en la hoguera.

### La brecha se ensancha

#### Lutero a través de los acontecimientos

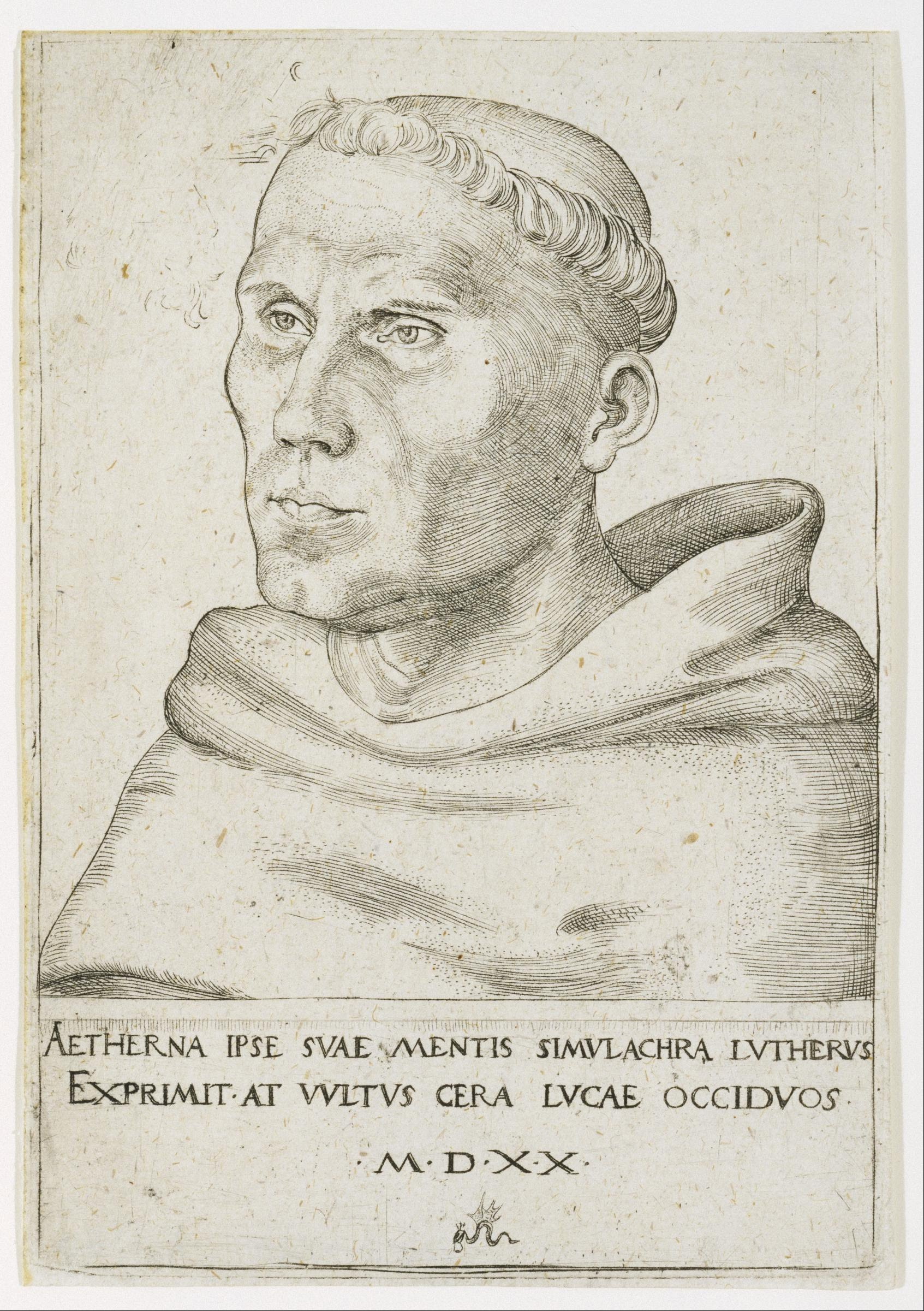
Lucas Cranach, Martín Lutero como monje agustino, 1520. Grabado calcográfico.

De esta forma, no había esperanzas de paz. Los escritos de Lutero circulaban ampliamente por Francia, Inglaterra e Italia en 1519, y los estudiantes se dirigían a Wittenberg para escuchar a Lutero, quien publicaba ahora sus comentarios sobre la Epístola a los Gálatas y su Operationes in Psalmos (Trabajo en los Salmos).
Las controversias generadas por sus escritos llevaron a Lutero a desarrollar sus doctrinas más a fondo, y su "Sermón en el Sacramento Bendecido del Verdadero y Santo Cuerpo de Cristo, y sus Hermandades" extendió el significado de la eucaristía para el perdón de los pecados y el fortalecimiento de la fe en aquellos quienes la reciben, apoyando además a que se realizara un concilio para restituir la comunión.
El concepto luterano de "iglesia" fue desarrollado en su Von dem Papsttum zu Rom (En el Papado de Roma), una respuesta al ataque del franciscano Augustín von Alveld en Leipzig (junio de 1520); mientras que su Sermon von guten Werken (Sermón de Buenas Obras), publicado en la primavera de 1520, era contrario a la doctrina católica de las buenas obras y obras de supererogación (aquellas efectuadas por encima de los términos de la simple obligación), mantenía que las obras del creyente son verdaderamente buenas en cualquier llamado secular (o vocación) ordenado por Dios.

#### Los tratados de 1520

##### La nobleza alemana
La controversia en Leipzig (1519) hizo que Lutero tomara contacto con los humanistas, particularmente Melanchthon, Reuchlin y Erasmo de Róterdam, y que mantuviera relaciones con el caballero Ulrich von Hutten, quien a su vez influyó al caballero Franz von Sickingen. Von Sickingen y Silvestre de Schauenburg querían mantener a Lutero bajo su protección, invitándolo a su fortaleza en el caso de que no se sintiera seguro en Sajonia a causa de la proscripción papal.
Bajo estas circunstancias de crisis y confrontando a los nobles alemanes, Lutero redactó A la Nobleza Cristiana de la Nación Alemana (agosto de 1520), donde encomendaba al laicado, como un sacerdote espiritual, la reforma requerida por Dios pero abandonada por el papa y el clero. Por primera vez, Lutero se refirió públicamente al papa como el Anticristo. Las reformas que Lutero proponía no solo se referían a cuestiones doctrinales, sino también a abusos eclesiásticos: la disminución del número de cardenales y demandas de la corte papal; la abolición de los ingresos del papa; el reconocimiento del gobierno secular; la renuncia del papado al poder temporal; la abolición de los interdictos y abusos relacionados con la excomunión; la abolición del peregrinaje dañino; la eliminación del excesivo número de días santos; la supresión de los conventos de monjas, de la mendicidad y de la suntuosidad; la reforma de las universidades; la abrogación del celibato del clero; la reunificación con los bohemios y una reforma general de la moral pública.

##### El cautiverio babilónico
Lutero escribió polémicas doctrinales en el Preludio en el cautiverio babilónico de la Iglesia, especialmente con respecto a los sacramentos.
En lo que se refiere a la eucaristía, apoyaba que se devolviera el cáliz al laicado; en la llamada cuestión del dogma de la transustanciación, afirmaba la presencia real del cuerpo y la sangre de Cristo en la eucaristía, pero rechazaba la enseñanza de que la eucaristía era el sacrificio ofrecido a Dios.
Con respecto al bautismo, enseñó que traía la justificación solo si se combinaba con la fe salvadora en el receptor. Sin embargo, mantenía el principio de la salvación incluso para aquellos que más tarde cayeran y se reivindicasen.
Sobre la penitencia, afirmó que su esencia consiste en las palabras de la promesa de exculpación recibidas por la fe. Para él, solo estos tres sacramentos podían ser considerados como tales, debido a su institución divina y a la promesa divina de salvación conectada con ellos. Estrictamente hablando, solo el bautismo y la eucaristía son sacramentos, dado que solo ellos tienen un "signo visible divinamente instituido": el agua en el bautismo y el pan y el vino en la eucaristía. Lutero negaba en su documento que la confirmación, el matrimonio, la ordenación sacerdotal y la extremaunción fueran sacramentos.

##### La libertad cristiana
De manera análoga, el desarrollo completo de la doctrina de Lutero sobre la salvación y la vida cristiana se expuso en su opúsculo La libertad cristiana (publicado el 20 de noviembre de 1520), donde exigía una unión completa con Cristo mediante la Palabra a través de la fe, la entera libertad de un cristiano como sacerdote y rey sobre todas las cosas externas, y un amor para con el prójimo.

#### La excomunión de Lutero

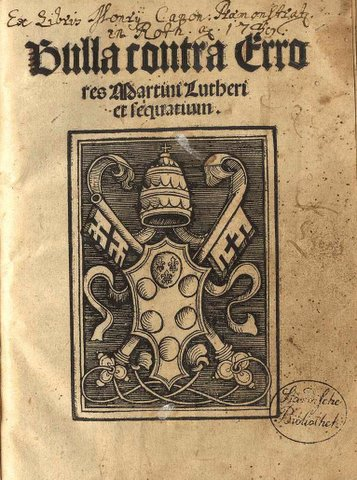
Primera página de la bula Exurge Domine, mediante la cual se le advirtió a Lutero que sería excomulgado.

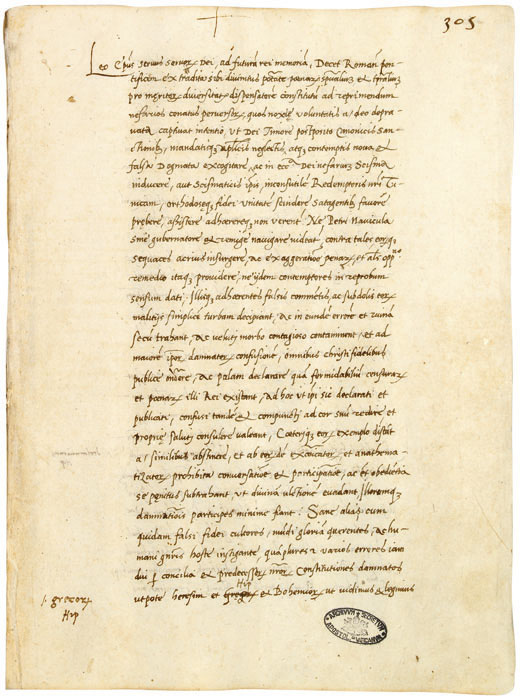
Bula Decet Romanum Pontificem que excomulgó a Lutero en 1521.

El papa advirtió a Martín Lutero el 15 de junio de 1520, con la bula Exsurge Domine, de que se arriesgaba a la excomunión, a menos que en un plazo de sesenta días repudiara 41 puntos de su doctrina seleccionados de sus escritos. Cumplido dicho plazo, se rumoreaba que Eck había llegado a Meissen con una prohibición papal, la cual se pronunció realmente el 21 de septiembre. En octubre de 1520 Lutero envió su escrito En la Libertad de un Cristiano al papa, añadiendo la significativa frase: "Yo no me someto a leyes al interpretar la palabra de Dios". El 12 de diciembre Lutero arrojó personalmente al fuego la bula, la cual tomaba efecto en un plazo de 120 días, y el decreto papal en Wittenberg, defendiéndose en su Warum des Papstes und seiner Jünger Bücher verbrannt sind y su Assertio omnium articulorum; durante la quema de esa bula Lutero exclamó parafraseando el Salmo 9: Ya que has confundido la verdad [o a los santos] de Dios, hoy el Señor te confunde a ti. Al fuego contigo. El papa León X excomulgó a Lutero el 3 de enero de 1521 mediante la bula Decet Romanum Pontificem.
La ejecución de la prohibición, sin embargo, fue evitada por la relación del papa con Federico III de Sajonia y por el nuevo emperador Carlos V quien, viendo la actitud papal hacia él y la posición de la Dieta, encontró contraindicado apoyar las medidas contra Lutero. Este fue a Worms diciendo que "Iría allí aunque hubiese tantos demonios como tejas en los tejados".

### Dieta de Worms

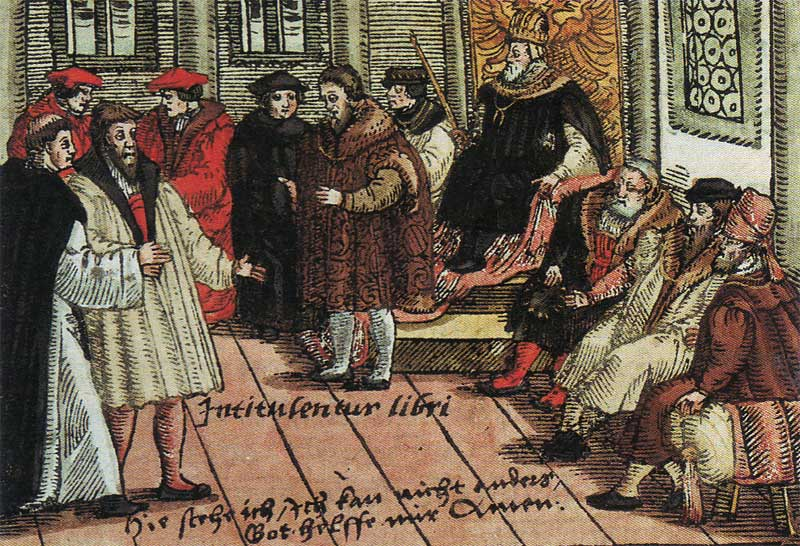
Lutero en la Dieta de Worms.

El 3 de enero de 1521 fue publicada en Roma la bula Decet Romanum Pontificem, por la que el papa León X excomulgaba a Lutero.
El emperador Carlos V inauguró la Dieta imperial de Worms el 22 de enero de 1521. Lutero fue llamado a renunciar o reafirmar su doctrina y le fue otorgado un salvoconducto para garantizar su seguridad.
Lutero se presentó ante la Dieta el 16 de abril. Johann Eck, un asistente del arzobispo de Tréveris, presentó a Lutero una mesa llena de copias de sus escritos. Le preguntó a Lutero si los libros eran suyos y si todavía creía en lo que esas obras enseñaban. Lutero pidió un tiempo para pensar su respuesta, el cual le fue concedido. Lutero oró, consultó con sus amigos y mediadores y se presentó ante la Dieta al día siguiente. Cuando se trató el asunto en la Dieta, el consejero Eck le pidió a Lutero que respondiera explícitamente: "Lutero, ¿rechaza sus libros y los errores que en ellos se contiene?", a lo que Lutero respondió: «Que se me convenza mediante testimonios de la Escritura y claros argumentos de la razón —porque no le creo ni al papa ni a los concilios, ya que está demostrado que a menudo han errado, contradiciéndose a sí mismos— por los textos de la Sagrada Escritura que he citado, estoy sometido a mi conciencia y ligado a la palabra de Dios. Por eso no puedo ni quiero retractarme de nada, porque hacer algo en contra de la conciencia no es seguro ni saludable». De acuerdo con la tradición, Lutero entonces dijo estas palabras: «¡No puedo hacer otra cosa; esta es mi postura! ¡Que Dios me ayude!».
En los siguientes días se hicieron conferencias privadas para determinar el destino de Lutero. Antes de que la decisión fuese tomada, Lutero abandonó Worms. Durante su regreso a Wittenberg desapareció.
El emperador redactó el Edicto de Worms el 25 de mayo de 1521, declarando a Martín Lutero prófugo y hereje, y prohibiendo sus obras.

### Exilio en el castillo de Wartburg

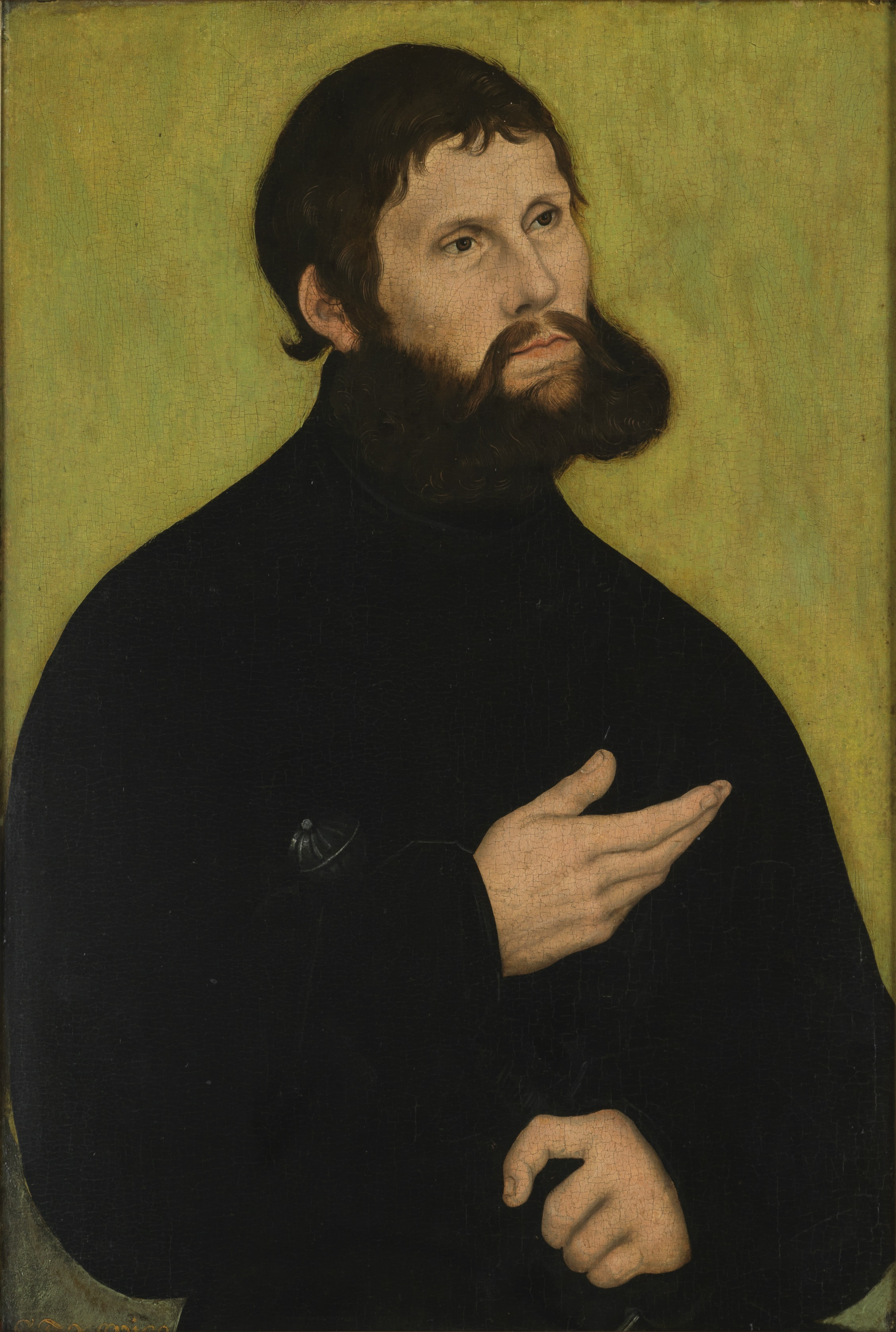
Lucas Cranach el Viejo, Lutero como Junker Jörg, palacio de Weimar.

La desaparición de Lutero durante el viaje de regreso de Wittenberg fue planeada. Federico el Sabio dispuso que una escolta enmascarada a caballo capturase a Lutero y lo llevase al castillo de Wartburg en Eisenach, donde permaneció cerca de un año. Le creció una amplia y brillante barba, tomó el atuendo de un caballero y se asignó el pseudónimo de Junker Jörg (Caballero Jorge). Durante este periodo de estadía forzada, Lutero trabajó a paso firme en la traducción del Nuevo Testamento.
La estancia de Lutero en Wartburg fue el comienzo de un periodo constructivo de su carrera como reformador. En su «desierto» o «Patmos» de Wartburg (como le llamaba en sus cartas), empezó a traducir la Biblia, imprimiéndose el Nuevo Testamento en septiembre de 1522. Además de otros escritos, preparó la primera parte de su guía para párrocos y su Von der Beichte (Sobre la confesión), en la que niega la obligación de la confesión y admite la validez de las confesiones privadas voluntarias. También escribió en contra del arzobispo Albrecht, a quien obligó a desistir de reiniciar la venta de indulgencias.
En sus ataques a Jacobus Latomus, avanzó en su visión de la relación entre la gracia y la ley, así como en la naturaleza comunicada por Cristo, distinguiendo el objetivo de la gracia de Dios para el pecador, quien, al creer, es justificado por Dios debido a la justicia de Cristo, de la gracia salvadora que mora dentro del hombre pecador. Al mismo tiempo puso énfasis en la insuficiencia del «principio de justificación», en la persistencia del pecado después del bautismo y en la inherencia del pecado en cada buena obra.

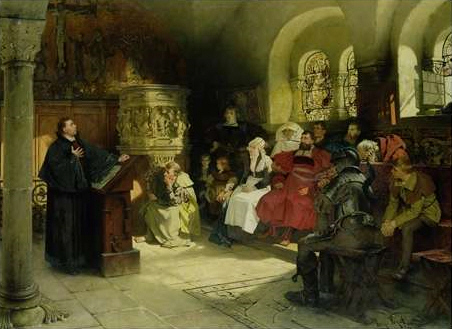
Martín Lutero predicando en el castillo de Wartburg, cuadro de Hugo Vogel

Lutero a menudo escribía cartas a sus amigos y aliados respondiendo o preguntándoles por sus puntos de vista o por consejos. Por ejemplo, Philipp Melanchthon le escribió preguntándole cómo responder a la acusación de que los reformistas renegaban del peregrinaje, del ayuno y de otras formas tradicionales de piedad. Lutero le respondió el 1 de agosto de 1521: «Si eres un predicador de la misericordia, no predicas una misericordia imaginaria, sino una verdadera. Si la misericordia es verdadera, debes padecer el pecado verdadero, no imaginario. Dios no salva a aquellos que son solo pecadores imaginarios. Sé un pecador y deja que tus pecados sean fuertes, pero deja que tu confianza en Cristo sea más fuerte, y regocíjate en Cristo, quien es el vencedor sobre el pecado, la muerte y el mundo. Cometeremos pecados mientras estemos aquí, porque en esta vida no hay un lugar donde la justicia resida. Nosotros, sin embargo, dice Pedro (2ª Pedro 3:13), estamos buscando más allá un nuevo cielo y una nueva tierra donde reine la justicia».

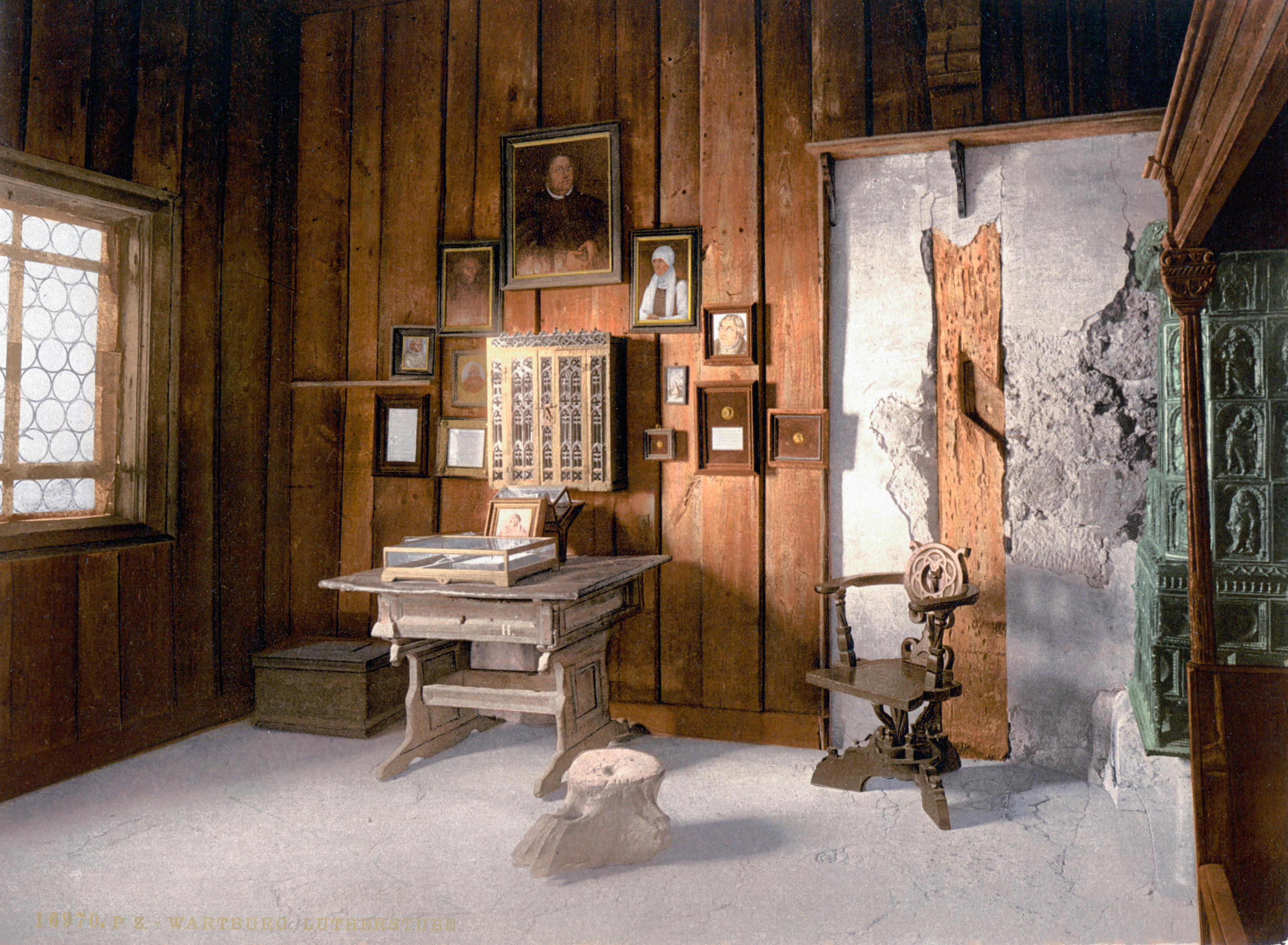
Su habitación en el castillo de Wartburg, en Eisenach

Mientras tanto, algunos sacerdotes sajones habían renunciado al voto del celibato, en tanto que otros atacaron la validez de los votos monásticos. Lutero en su De votis monasticis (Sobre los votos monásticos) aconsejó tener más cautela, aceptando en el fondo que los votos eran generalmente tomados «con la intención de la salvación o la búsqueda de justificación». Con la aprobación de Lutero en su De abroganda missa privata (Sobre la abrogación de la misa privada), pero en contra de la oposición firme de su prior, los agustinos de Wittenberg realizaron cambios en las formas de adoración y suprimieron las misas. Su violencia e intolerancia, sin embargo, desagradaron a Lutero que, a principios de diciembre, pasó unos días entre ellos. Al regresar a Wartburg, escribió Eine treue Vermahnung... vor Aufruhr und Empörung (Una sincera amonestación por Martín Lutero a todos los cristianos para guardarse de la insurrección y rebelión). Aun así, Carlstadt y el exagustino Gabriel Zwilling demandaron en Wittenberg la abolición de la misa privada y de la comunión bajo las dos especies, así como la eliminación de las imágenes de las iglesias y la abrogación del magisterio.

### Matrimonio y familia de Martín Lutero

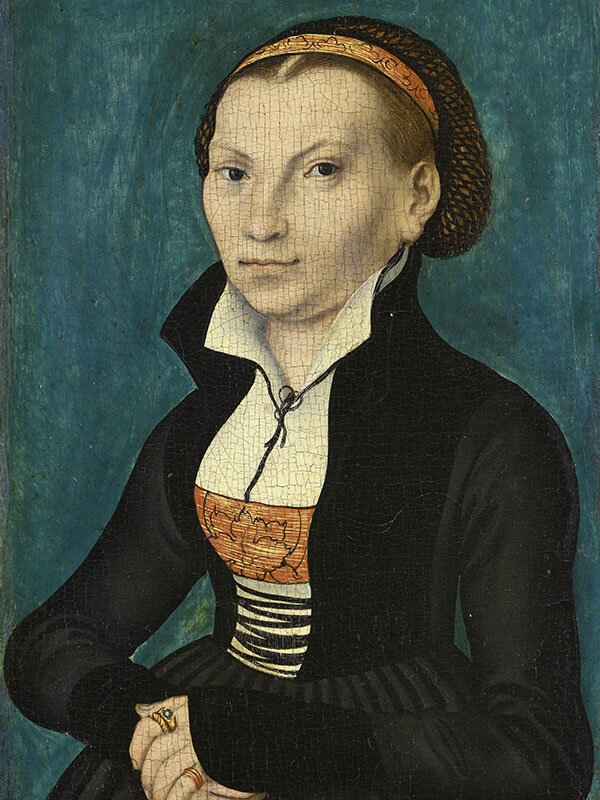
Retrato de Catalina de Bora, esposa de Martín Lutero, por Lucas Cranach el Viejo. 1526. Wartburg-Stiftung, Eisenach, Alemania.

El 8 de abril de 1523, Lutero le escribe a Wenceslaus: "Ayer recibí a nueve monjas de su cautiverio en el convento de Nimbschen". Lutero había decidido ayudar a escapar a doce monjas del monasterio cisterciense en Nimbschen, cerca de Grimma en Sajonia, sacándolas del convento dentro de barriles. Tres de ellas se marcharon con sus parientes, mientras que las otras nueve fueron llevadas a Wittenberg. En este último grupo se encontraba Catalina de Bora. Entre mayo y junio de 1523 se pensó que la mujer se casaría con un estudiante de la Universidad de Wittenberg, Jerome Baumgartner, aunque probablemente su familia se lo negó. El Dr. Caspar Glatz era el siguiente pretendiente, pero Catalina no sentía "ni deseo ni amor" por él. Se supo que se quería casar con Lutero o con Nicolás von Amsdorf. Lutero sentía que no era un buen marido, ya que había sido excomulgado por el papa y era perseguido por el Emperador. En mayo o a principios de junio de 1525 se conoció en el círculo íntimo de Lutero su intención de casarse con Catalina. Para evitar cualquier objeción por parte de sus amigos, actuó rápidamente: en la mañana del martes 13 de junio de 1525 se casó legalmente con Catalina, a quien afectuosamente llamaba "Katy". Ella se mudó a la casa de su marido, el antiguo monasterio agustino en Wittenberg, y comenzaron a vivir en familia. Los Lutero tuvieron tres hijos y tres hijas:
- Johannes, nacido el 7 de junio de 1526, quien posteriormente estudiaría leyes y llegaría a ser funcionario de la corte, falleciendo en 1575.
- Elizabeth, nacida el 10 de diciembre de 1527, murió prematuramente el 3 de agosto de 1528.
- Magdalena, nacida el 5 de mayo de 1529, murió en los brazos de su padre el 20 de septiembre de 1542. Su muerte fue muy dura para Lutero y Catalina.
- Martín, hijo, nacido el 9 de noviembre de 1531, estudió Teología pero nunca tuvo un llamado pastoral regular antes de su muerte en 1565.
- Paul, nacido el 28 de enero de 1533, fue médico, padre de seis hijos y murió el 8 de marzo de 1593, continuando la línea masculina de la familia de Lutero mediante Juan Ernesto, que se extinguiría en 1759.
- Margaretha, nacida el 17 de diciembre de 1534, casada con el noble prusiano George von Kunheim, pero falleció en 1570 a la edad de 36 años; es el único linaje de Lutero que se mantiene hasta la actualidad.

### La guerra del Campesinado
La guerra o revuelta de los campesinos (1524-25) fue una respuesta a la doctrina luterana, la cual influyó fuertemente en la clase baja trabajadora, compuesta principalmente por campesinos. Esta clase trabajadora retó de manera implícita la autoridad que los nobles tenían sobre estos. Las revueltas de los campesinos se habían producido a pequeña escala desde el siglo XIV, pero ahora muchos campesinos creían erróneamente que los ataques de Lutero a la Iglesia y la jerarquía de la misma significaban que los reformadores les ayudarían en su ataque a las clases dominantes. Dado que los sublevados percibían lazos profundos entre los príncipes seculares y los príncipes de la Iglesia, interpretaban equivocadamente que Lutero, al condenar a los segundos, condenaba también a los primeros. Las revueltas comenzaron en Suabia, Franconia y Turingia en 1524, obteniendo apoyo entre los campesinos y nobles afectados, muchos de los cuales poseían deudas en ese periodo. Cuando Thomas Müntzer llegó a acaudillar el movimiento, las revueltas desembocaron en una guerra, que jugó un papel importante en la fundación del movimiento anabaptista. Inicialmente Lutero parecía apoyar a los campesinos, condenando las prácticas opresivas de la nobleza que habían incitado a muchos campesinos a rebelarse. Debido a la dependencia que Lutero tenía en el apoyo y la protección de los príncipes y la nobleza, tenía miedo de disponerlos en su contra. En Contra los campesinos asaltantes y asesinos (1525) incentivaba a la nobleza a que castigara rápida y sangrientamente a los campesinos.

Todo el que pueda debe aplastarlos, degollarlos y ensartarlos, en secreto y abiertamente, lo mismo que se mata a un perro rabioso. Por eso, amados señores, acudid en ayuda nuestra, salvadnos; que todos cuantos puedan, hieran, golpeen y degüellen, y si alguien alcanza la muerte, bienaventurado de él, pues no puede existir muerte mejor. Martín Lutero

De esta forma, la represión protestante le costó al pueblo alemán 130.000 muertos. Muchos de los revolucionarios consideraron las palabras de Lutero como una traición. Otros desistieron al darse cuenta de que no había apoyo ni de la Iglesia ni de su oponente principal. La guerra en Alemania terminó en 1525, cuando las fuerzas rebeldes fueron masacradas por los ejércitos de Felipe I de Hesse y de Jorge de Sajonia en la batalla de Frankenhausen, en la que 6000 sublevados perdieron la vida. En total perecieron durante todo el conflicto entre 100 000 y 130 000 sublevados, según diferentes estimaciones.

### La Biblia alemana de Lutero

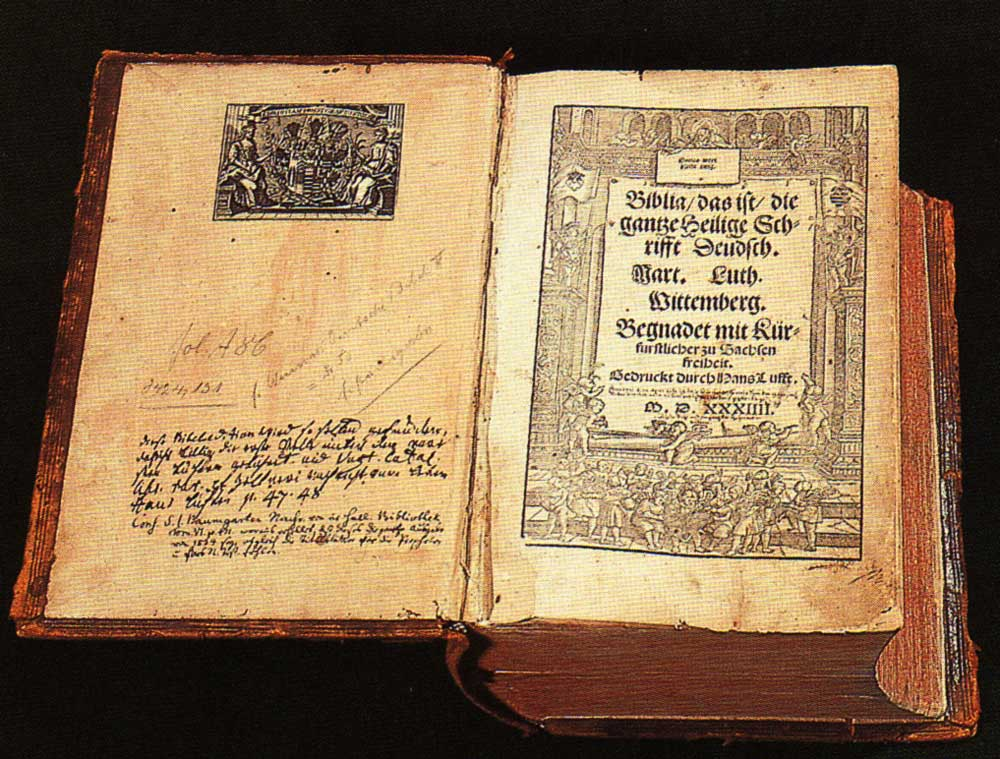
Biblia de Lutero de 1534

Cuando Lutero tradujo la Biblia al idioma alemán, la mayoría de la sociedad era analfabeta. La Iglesia tenía el depósito del conocimiento, sus miembros eran estudiosos y educados, en contraste con la sociedad analfabeta que adquiría sus conocimientos a través de la transmisión oral, la memorización y la repetición de los textos bíblicos. Lutero hizo posible el acceso a la Biblia en alemán apoyado en el uso de la imprenta, facilitando la propagación del protestantismo, aunque no fue el primero que imprimió la Biblia en alemán, la cual tradujo de un manuscrito sagrado a la lengua materna de esa nación. De esta forma escindió la Iglesia católica del pueblo alemán, y precursó la reforma protestante, que ocurrió gracias a la impresión de la Biblia que Lutero había traducido. La intención de Lutero era que el pueblo tuviera acceso directo a la fuente en lengua vernácula sin la necesidad de conocimientos de latín, haciendo posible la interpretación libre de los textos sagrados. La traducción de la Biblia la inició durante su estancia en el castillo de Wartburg en 1521. La Biblia oficial de ese entonces era la Vulgata Latina, traducida del hebreo, arameo y griego al latín por San Jerónimo. Lutero deseaba traducirla del hebreo, arameo y griego directamente al alemán, con la intención de hacerla accesible al pueblo. Inicialmente solo incluyó el Nuevo Testamento, ya que los textos originales del Antiguo Testamento no estaban escritos en latín o en griego. El Antiguo Testamento estaba escrito en hebreo y arameo (idiomas que carecen de vocales en el sistema escrito; compuesto por letras consonantes). Lutero utilizó una edición griega del Nuevo Testamento que originalmente fue editada por Erasmo, texto que más tarde fue llamado Textus Receptus. Durante el proceso de traducción, Lutero visitó pueblos y mercados cercanos con la intención de investigar el dialecto común de la lengua alemana. Escuchaba a las personas hablar, para así poder transcribir en lenguaje coloquial. En efecto, incorpora "elementos sintácticos y estilísticos cultos, pero sin perder la vena expresiva popular". La traducción se publicó en septiembre de 1522, lo que causó gran conmoción en la Iglesia católica. Lutero le dedicó la Biblia alemana a Federico El Sabio, a quien estimaba grandemente.
Lutero tenía una mala percepción de los libros de Ester, Hebreos, Santiago, Judas y del Apocalipsis. Llamaba a la epístola de Santiago una "epístola de paja", encontrando que era muy poco lo que apuntaba a Cristo y su obra salvadora. También tenía duras palabras para el Apocalipsis, del que decía que no podía "de ninguna forma detectar que el Espíritu Santo lo haya producido". Creía tener razones al cuestionar la apostolicidad de estos libros, debido a que la iglesia primitiva los catalogaba como antilegomena, lo que significaba que no eran aceptados sin reservas, al contrario que los canónicos. Aun así Lutero no los eliminó de su edición de las Escrituras. Lutero incluyó como apócrifos aquellos pasajes que, encontrándose en la Septuaginta griega, no lo estaban en los textos masoréticos disponibles en aquel entonces.
Debe puntualizarse que la Biblia de Lutero incluye el texto íntegro de 14 de estos documentos: la Oración de Manasés, Tobías, Judit, el Resto de Ester, Sabiduría, Eclesiástico, Baruc, la Oración de Azarías, el Cántico de los Tres Jóvenes, la Historia de Susana, la Historia de Bel, la Historia del Dragón, 1 Macabeos y 2 Macabeos. Así suelen usarla desde entonces la iglesia luterana, y los anabaptistas (congregados en granjas comunitarias rurales). Si bien, siglos más tarde, se hicieron ediciones desprovistas de ellos en demanda de grupos protestantes tardíos, así como ediciones católicas conservando los libros. Aquí se ven los textos íntegros de esta Biblia.
La primera traducción completa al alemán, inclusive el Antiguo Testamento, se publicó en 1534 en seis tomos y fue producto del esfuerzo común de Lutero, Johannes Bugenhagen, Justus Jonas, Caspar Creuziger, Philipp Melanchthon, Matthäus Aurogallus y George Rörer. Lutero continuó refinando su traducción durante el resto de su vida, trabajo que fue tomado como referencia para la edición de 1546, el año de su muerte. Como se ha mencionado anteriormente, el trabajo de traducción de Lutero ayudó a estandarizar el alemán del Sacro Imperio —lo que facilitaría la unificación de la nación alemana en el siglo XIX— y es considerado como uno de los pilares de la literatura alemana. También tenía 117 grabados o ilustraciones del pintor y grabador Lucas Cranach el Viejo, amigo de Lutero, y fue impresa en Wittenberg en 1534.
Martín Lutero en su Comentario sobre San Juan reconoció que habían recibido la Biblia por medio de la Iglesia católica: «Estamos obligados a reconocer a los papistas que son ellos los que tienen la Palabra de Dios, que la hemos recibido de ellos, y que sin ellos no tendríamos ningún conocimiento de esta».

### Transformaciones en la liturgia y el gobierno de la iglesia
Lutero revisó la liturgia en su Deutsche Messe (Misa Alemana) de 1526, estipulando cómo debían ser los cultos diarios y la catequesis. Aun así, se oponía a una nueva ley de formas e instó a que se mantuvieran las otras liturgias. Aunque Lutero apoyaba la libertad cristiana en estas materias, también estaba a favor de mantener y establecer uniformidad litúrgica entre aquellos que compartían la misma fe en un área dada. Vio en la uniformidad litúrgica una expresión física de unidad en la fe, mientras que la variación litúrgica era un posible indicador de variación doctrinal. No consideraba una virtud el cambio litúrgico, especialmente cuando era hecho por personas o congregaciones, pues le complacía conservar y reformar lo que la iglesia había heredado del pasado. Conservó el bautismo de infantes, por tradición, en contra de la oposición anabaptista la cual solo admitía el bautismo de adultos, por lo que condenó a sus miembros. Así mismo, permanecieron los cuadros y adornos en las iglesias como los retablos pintados por Lucas Cranach el Viejo, amigo de Lutero, y Lutero predicaba que las imágenes de los santos en si no eran malas sino que todo dependía de la actitud de los creyentes; los cuadros podían ser educativos e inspirativos pero que no había que adorarlos.
La transformación gradual de la administración del bautismo se realizó en el Taufbüchlein (Cuadernillo Bautismal) (1523, 1526). En 1529 Lutero compuso el himno Castillo fuerte es nuestro Dios (Ein feste Burg ist unser Gott) que se popularizó y llegó a ser el himno de la Reforma ya que era en alemán, pues hasta entonces la música sacra era en latín.
En mayo de 1525 tuvo lugar en Wittenberg la primera ordenación evangélica. Lutero había rechazado la visión católica de la ordenación como un sacramento. Un servicio de ordenación, con la imposición de manos junto con una oración en un servicio congregacional solemne, era considerado suficiente.
Para suplir la falta de altas autoridades eclesiásticas debida a que muy pocos obispos adoptaron la doctrina reformadora en tierras alemanas, Lutero sostuvo a partir de 1525 que las autoridades seculares deberían tomar parte en la administración de la iglesia. Estas tareas no eran necesariamente exclusivas de las autoridades seculares, y Lutero hubiera preferido que recayeran en manos de un episcopado evangélico. Declaró en 1542 que los príncipes evangélicos solo serían "obispos de urgencia" y preconizó que los poderes eclesiásticos pudieran ser ostentados por congregaciones cristianas, si bien decidió esperar el curso de los acontecimientos y ver qué hacían los párrocos y estudiosos para que descubrieran por sí mismos cuáles eran las personas apropiadas. Los resultados de su viaje a Sajonia (1527-29) le hicieron ver que los párrocos y estudiosos no estaban preparados para tal responsabilidad, siendo necesario que se mantuvieran las estructuras eclesiásticas tal y como fueran diseñadas al principio de la Reforma.
Para la época de Navidad Lutero usó la figura de Christkind (Niño Jesús), en vez de San Nicolás de Bari, como el que reparte regalos a los niños.
Lutero tuvo especial interés por la educación. En sus diálogos con George Spalatin en 1524 se planeó un sistema escolar, declarando que era deber de las autoridades civiles el proveer escuelas y el velar porque los padres enviaran a sus hijos a ellas. También apoyaba el establecimiento de escuelas primarias para la educación femenina.
Mientras tanto, las iglesias luteranas en Escandinavia y muchos estados bálticos mantuvieron el Episcopado Apostólico y la sucesión apostólica, incluso aquellas que habían adoptado la teología antipapista de Lutero.

### Visiones eucarísticas y controversias

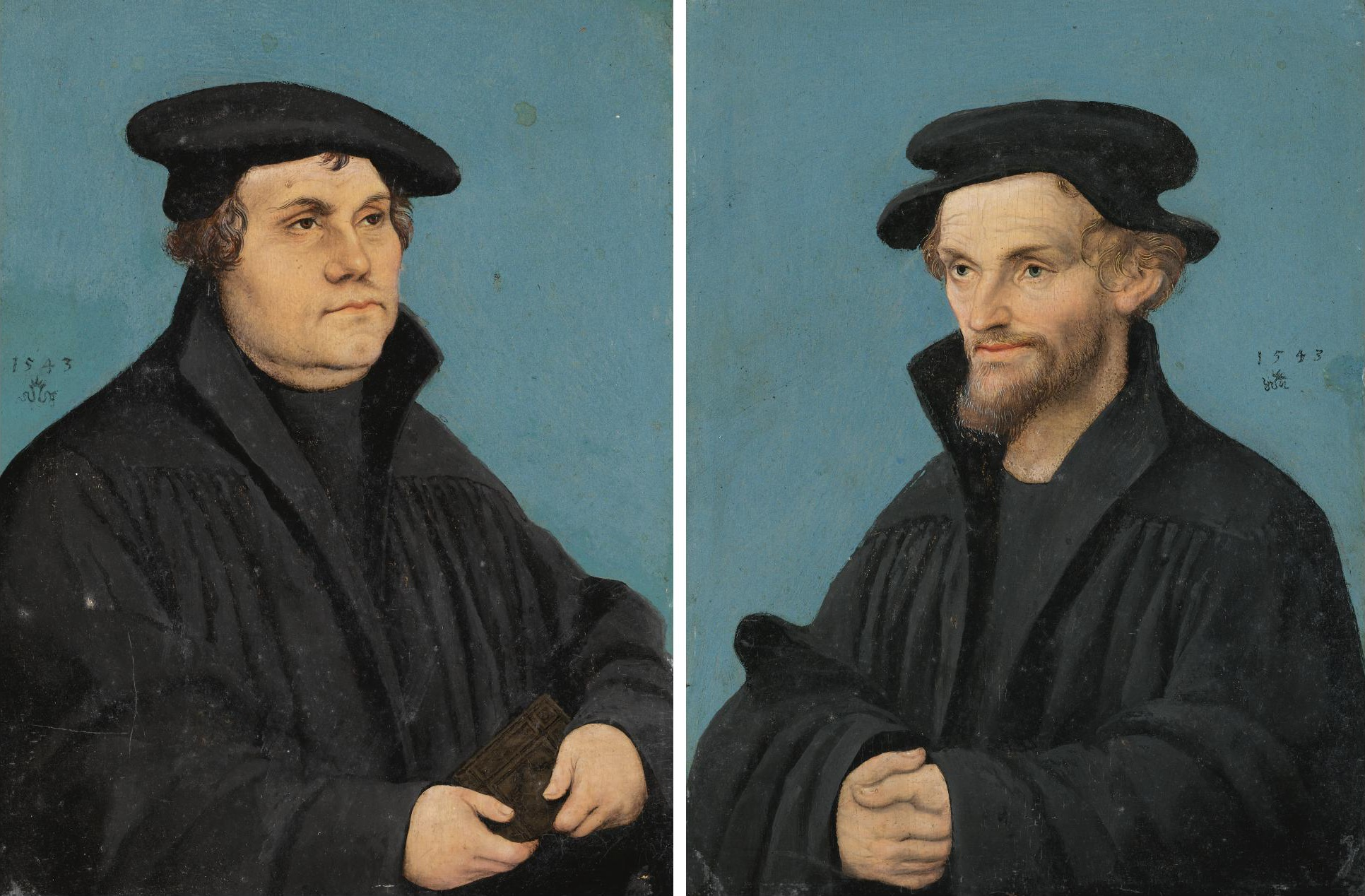
Martín Lutero y Philipp Melanchthon, por Lucas Cranach el Viejo (1543).

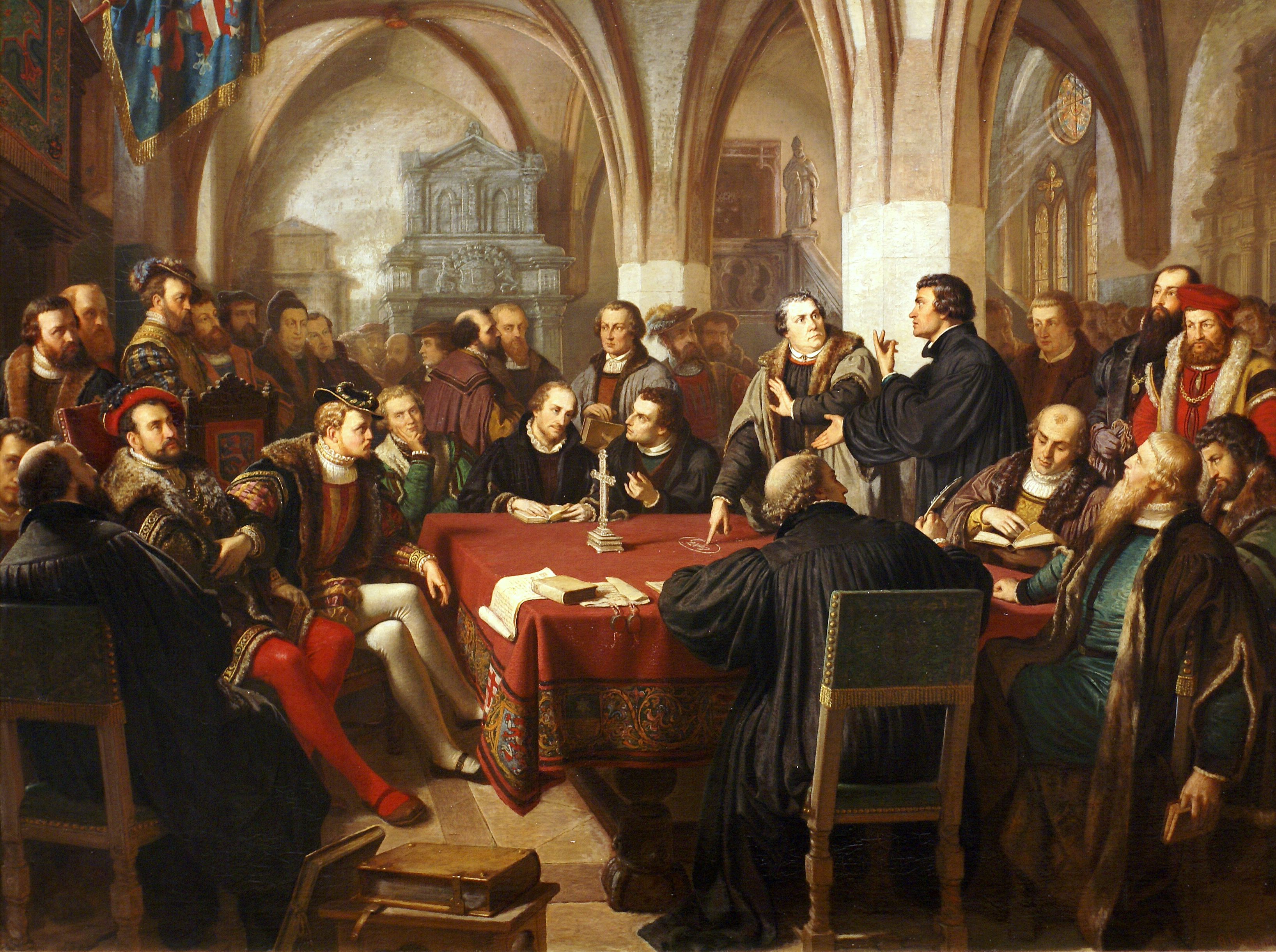
La disputa de Marburgo (cuadro de August Noack hecho en el), que muestra el debate entre Lutero y Ulrico Zuinglio en 1529.

La naturaleza de la eucaristía se convirtió en un tema importante en la vida de Lutero. Rechazaba la doctrina católica de la transubstanciación, pero mantenía la presencia real del cuerpo y la sangre de Cristo bajo el pan y vino de misa. Apoyaba el significado literal de las palabras "Este es mi cuerpo", "Esta es mi sangre". Sintetizó sus creencias sobre el tema en su Catecismo Menor al escribir: "¿Qué es el Sacramento del Altar? Es el verdadero cuerpo y sangre de nuestro Señor Jesucristo en el pan y el vino, entregado a nosotros cristianos para comer y beber, instituido por Cristo mismo". Rehusando definir el misterio de la Eucaristía con conceptos como la consubstanciación, Lutero utilizó la analogía patrística de la doctrina de la Unión Personal de dos naturalezas en Jesucristo para ilustrar su doctrina eucarística "por analogía del hierro puesto en el fuego donde ambos, fuego y hierro, unidos en el hierro al rojo vivo, se mantienen a pesar de todo sin cambio", un concepto que él llamó "Unión Sacramental".
La doctrina de Lutero se diferenciaba de la de Carlstadt, Zuinglio, Leo Jud y Ecolampadio, quienes rechazaban la presencia real. Carlstadt, Zuinglio y Ecolampadio daban diferentes interpretaciones a lo estipulado por Cristo: Carlstadt interpretaba el "Esto" de "Esto es mi cuerpo" como la acción de Cristo apuntándose a sí mismo. Zuinglio interpretaba el "es" como "significa" y Ecolampadio interpretaba "mi cuerpo" como "un signo de mi cuerpo". En la controversia que se suscitó, Lutero le responde a Ecolampadio en el prefacio de Syngramma Suevicum (Escritos Suabos), exponiendo sus puntos de vista en el Sermon von den Sakramenten... Wider die Schwärmgeister (Sermón en el Sacramento... Contra los Espíritus Fanáticos) y en Dass diese Worte... noch feststehen (Estas Palabras... Todavía se Mantienen Firmes), y más exhaustivamente en Vom Abendmahl Christi Bekenntnis (Confesión con respecto a la Cena del Señor) (1528).
Debido a los peligros de las medidas que se toman de la Segunda Dieta de Espira en 1529 contra el protestantismo, y a la coalición del emperador con Francia y el papa, el Landgrave Felipe deseaba una unión de todos los reformistas, pero Lutero se declaró opuesto a cualquier alianza que ayudara a la herejía, aunque aceptó la invitación del Landgrave a asistir a un coloquio en Marburgo (1529) para resolver las materias en controversia. En dicha dieta el 19 de abril de dicho año, 19 delegados, 5 príncipes y 14 ciudades protestaron contra la derogación de la tregua de tolerancia acordada en la Dieta de Worms y por eso se les llamó protestantes a los partidarios de Lutero. En Marburgo, Lutero se enfrentó a Ecolampadio, mientras que Melanchthon fue antagonista de Zuinglio. Aunque establecieron una armonía no esperada en otros aspectos, no se pudo alcanzar un acuerdo en la Eucaristía. Lutero rehusó llamar a sus oponentes "hermanos", aunque les deseaba paz y amor. Lutero estaba convencido de que Dios había cegado los ojos de Zuinglio, por lo que no podía ver la doctrina verdadera de la Cena del Señor. Con su habitual estilo polémico, Lutero denunció a Zuinglio y sus seguidores llamándolos "fanáticos" y "demonios".
Los mismos príncipes habían suscrito los Artículos de Schwabach, respaldados por Lutero como una condición para la alianza con él. Las bases de Lutero en materia de doctrina eucarística partían del entendimiento simple y directo de las palabras de Cristo, si bien daba importancia al sacrificio corporal de Cristo y al hecho de ofrecer ese mismo cuerpo a los comulgantes en la Eucaristía. Cuando Zuinglio excluyó la posibilidad de la presencia real por la incapacidad de la naturaleza humana de Cristo para bilocarse o estar en otra parte que no fuera un lugar concreto, Lutero reafirmó la integridad de la unión hipostática: Cristo no está dividido y dondequiera que esté es Dios, incluso como hombre. Lutero citaba como evidencia los tres modos de la presencia según Guillermo de Ockham: "local, circunscrita" (estando en un lugar a la vez, ocupando espacio y teniendo peso), "definitiva" (desligado del espacio pero estando donde se precise) y "repletiva" (llenando todos los espacios a la vez) para introducir la probabilidad de que el cuerpo y la sangre de Cristo estén realmente presentes en la Eucaristía.
Lutero sostuvo que la sola recepción de la comunión es inútil sin fe. Insistió en que los impíos e incluso las bestias que toman y beben los elementos consagrados, comen y beben la sangre y el cuerpo de Cristo, pero el beber y comer "indignamente" les sería juzgado (1.ª Corintios 11:29). Aunque no compartía la visión de que la Eucaristía fuese solo una simple conmemoración, reconoció la existencia de una dimensión conmemorativa. En cuanto al efecto del sacramento en los creyentes, recordaba con fervor las palabras "fue entregado por todos vosotros", poniendo así énfasis en la expiación y en el perdón mediante la muerte de Jesucristo.

### Los Catecismos Menor y Mayor
Federico III pidió a Lutero en 1528 que visitara las iglesias locales para determinar la calidad de la educación cristiana que recibía el campesinado. Lutero escribió en el prefacio del Catecismo Menor, "¡Piedad! ¡Buen Dios! ¡Qué miseria tan abundante he observado! La gente común, especialmente en las villas, no tiene conocimiento de ninguna doctrina cristiana, y muchos pastores unidos son incapaces e incompetentes para enseñar". Como respuesta, Lutero preparó los Catecismos Menor y Mayor. Se trata de materiales de instrucción y devoción que Lutero consideraba como los fundamentos de la fe cristiana, entre los que se encontraban los Diez Mandamientos, el Credo apostólico, el Padrenuestro, bautismo, confesión y absolución, la eucaristía y oraciones. El Catecismo Menor iba dirigido a la gente sencilla, mientras que el Mayor a los pastores.

### La Dieta de Augsburgo y la cuestión de la resistencia civil
La aparición de un enemigo común a todo el Sacro Imperio (el ejército turco) cambió el escenario político: ahora Carlos V buscaba la unidad para poder hacer frente a la nueva amenaza, para lo cual se convocó en 1530 la Dieta de Augsburgo, con el fin de aclarar de forma definitiva la relación del Imperio con el protestantismo. Lutero, prófugo del Imperio, permanecía a salvo en Coburgo, inspirando desde allí el discurso de Melanchthon ante el Emperador. Si bien Martín Lutero se abstuvo de mantener una actitud autoritaria, no le agradó la delicadeza y la cautela de Melanchthon, porque este no llegó a plantear cambios doctrinales, salvo el de la abolición del papado. El emperador, forzado por la guerra contra los turcos y contra la Liga de Esmalcalda (un ejército organizado por los príncipes en defensa del protestantismo), consiguió asegurar la unidad mediante la Paz de Núremberg de 1532, que retrasaba la solución definitiva del problema hasta que se celebrara un Concilio General. Desde la Dieta de Espira (1529), el problema se había transformado en algo de suma importancia. La cuestión radicaba en que la Dieta de Espira había decidido en 1526 que de ninguna manera aceptaría la imposición del Edicto de Worms, que permitía matar a Lutero sin miedo a sanciones. Esa misma Dieta consagraba la tolerancia religiosa bajo el lema Cuius regio, eius religio (es decir, A cada región la religión de su Señor). Nuevamente en la Dieta de Espira de 1529, y ante la intención de los católicos de anular la tolerancia adoptada en 1526, los reformistas emitieron una airada queja de protesta, motivo por el cual se les llama desde entonces "protestantes". Ahora la Paz de Núremberg establecía la aceptación de los reformistas en el seno del Imperio. Esta situación se vio forzada por la situación política del momento, ya que si el Emperador se oponía a la paz, los príncipes se verían legitimados para realizar o apoyar una resistencia armada contra Carlos V, cuyo poder empezaba a estar seriamente amenazado por los turcos.
Este contexto político tuvo su dimensión teológica en la llamada cuestión de la desobediencia civil. Hasta ese instante Lutero sostenía que de ningún modo desobedecería al Emperador, incluso si su decisión era equivocada. De esa manera se opuso a cualquier alianza entre los príncipes, ya fuera ofensiva o defensiva. Martín Lutero mantuvo esta actitud incluso ante la Liga de Esmalcalda. Pero su posición fue cambiando poco a poco al escuchar la opinión de juristas que aseguraban que, en los casos de notoria injusticia pública, las propias leyes imperiales otorgaban derecho de resistencia. Fue en 1531 cuando aceptó la posibilidad de adoptar la desobediencia civil en su escrito Warnung an die lieben Deutschen (1531), siempre y cuando se efectuara "por las causas correctas". Más tarde, en cartas escritas en 1539, se retractaría de tales afirmaciones.
Con relación a esta participación de Lutero en la vida política se ha dicho que, si suele afirmarse que Maquiavelo y los humanistas buscaron emancipar a la política de la teología, Lutero y los primeros reformadores pretendieron emancipar a la teología de la política, despolitizando la religión. Sin embargo, es precisamente por ello que Lutero quedaría convertido "forzosa y paradójicamente" en un pensador político pues:

Ello ha supuesto una reafirmación del poder estatal en la que la clave reside en que la autoridad secular no se inmiscuya en los dominios del alma («al alma no debe ni puede mandarla nadie»), del
mismo modo que la autoridad religiosa no debe inmiscuirse en las leyes civiles (las del «cuerpo y los bienes»).

### Lutero y los judíos

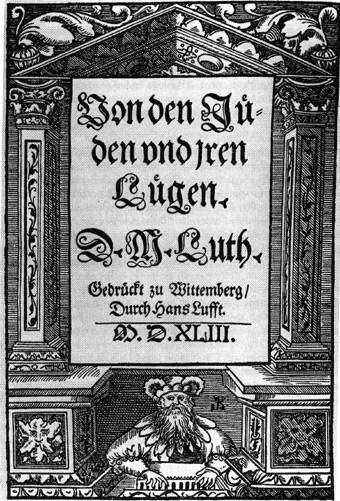
Portada del libro antisemita Sobre los judíos y sus mentiras escrito por Martín Lutero (1543).

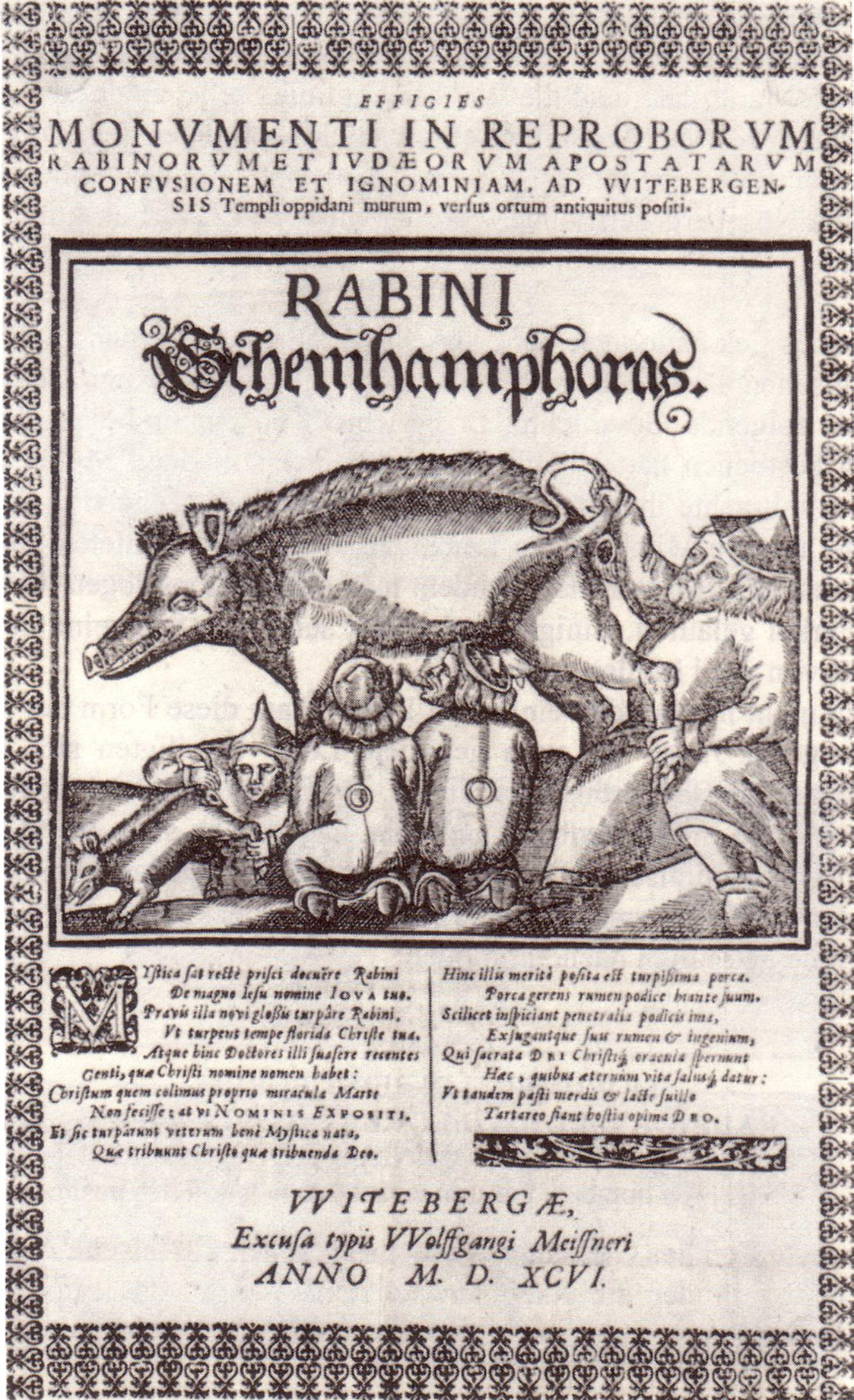
Portada del libro antisemita Vom Schem Hamphoras de Lutero (1543).

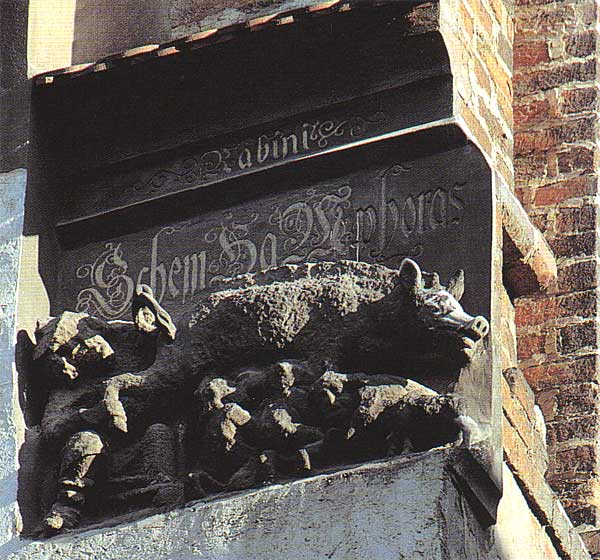
Judensau de la Iglesia de Santa María en Wittenberg, hecho entre 1300-1470, mencionado por Lutero en Vom Schem Hamphoras.

Las opiniones de Lutero sobre los judíos han sido descritas como antisemitismo racial por unos o religioso por otros. En otros casos como antijudaísmo.
En los inicios de su carrera pensaba que los judíos no habían creído en Jesús a causa de los errores de los cristianos y de la proclamación de lo que para él era un evangelio impuro. Sugería que responderían favorablemente al mensaje evangélico si se les presentaba de la forma adecuada. Cuando descubrió que no era así, atacó con furia a los judíos.
En su Von den Juden und ihren Lügen (Sobre los judíos y sus mentiras), publicado en 1543, escribió que debían realizarse contra los judíos acciones como quemar las sinagogas, destruir sus libros de oración, prohibir predicar a los rabinos, «aplastar y destruir» sus casas, incautarse de sus propiedades, confiscar su dinero y obligar a esos "gusanos venenosos" a realizar trabajos forzados o expulsarlos «para siempre». Según la opinión del Dr. Robert Michael, parece que Lutero también aprobaba el asesinato de judíos.
Como sea el caso, lo cierto es que en ese libelo solicita a los estados alemanes que actúen tomando como referencia estos puntos: "¿Qué debemos hacer, nosotros cristianos, con los judíos, esta gente rechazada y condenada? Dado que viven con nosotros, no osamos tolerar su conducta ahora que estamos al tanto de sus mentiras, sus injurias y sus blasfemias… En primer lugar, debemos prender fuego a sus sinagogas o escuelas y enterrar y tapar con suciedad todo lo que no prendamos fuego, para que ningún hombre vuelva a ver de ellos piedra o ceniza. Esto ha de hacerse en honor a nuestro Señor y a la cristiandad, de modo que Dios vea que nosotros somos cristianos y que no aprobamos ni toleramos a sabiendas tales mentiras, maldiciones y blasfemias a su Hijo y a sus cristianos… En segundo lugar, también aconsejo que sus casas sean arrasadas y destruidas. Porque en ellas persiguen los mismos fines que en sus sinagogas… En tercer lugar, aconsejo que sus libros de plegarias (sidurim) y escritos talmúdicos, por medio de los cuales se enseñan la idolatría, las mentiras, maldiciones y blasfemias, les sean quitados… En cuarto lugar, aconsejo que de ahora en adelante se les prohíba a los rabinos enseñar sobre el dolor de la pérdida de la vida o extremidad… En quinto lugar, que la protección en los caminos sea abolida completamente para los judíos. No tienen nada que hacer en las afueras de las ciudades dado que no son señores, funcionarios, comerciantes, ni nada por el estilo… En sexto lugar, aconsejo que se les prohíba la usura, y que se les quite todo el dinero y todas las riquezas en plata y oro, y que luego todo esto sea guardado en lugar seguro... En séptimo lugar, recomiendo poner o un mayal o un hacha o una azada o una pala o una rueca o un huso en las manos de judíos y judías jóvenes y fuertes y dejar que coman el pan con el sudor de su rostro, como se le impuso a los hijos de Adán."
Estas palabras duras como son, han hecho que muchos eruditos reconsideren la obra de Lutero bajo una nueva perspectiva, por ejemplo, el historiador británico Paul Johnson, declaró que el libelo "Sobre los judíos y sus mentiras" fue el «Primer trabajo del antisemitismo moderno y un paso gigantesco en el camino hacia el Holocausto». De igual manera, los historiadores del nazismo no pueden dejar de señalar que cuatro siglos después de haber sido escritos tales ensayos, los nazis los citaron para justificar la llamada Solución Final. Incluso, algunos estudiosos como Simon y Schuster han atribuido el Shoa u Holocausto directamente al antijudaísmo de Lutero. En cambio, otros investigadores, como Uwe Siemon-Netto refutan ese punto de vista como una distorsión histórica.
Ciertamente, el tema puede estar sujeto a debate; sobre todo, por el enorme peso histórico y religioso que la obra de Lutero posee. Sin embargo, es innegable que para los filósofos del nazismo las ideas del reformador allanaron el camino para la creación de los campos de exterminio. La recomendación luterana de una “áspera misericordia” o scharfe Barmherzigkeit, que en términos llanos significó “intolerancia absoluta” como "medida profiláctica" contra el judío fue tomada por los nazis como una apología para su visión del mundo. Durante el juicio de Núremberg, el general de la SA, Gauleiter de Franconia y Editor del periódico Der Stürmer, Julius Streicher defendió su causa cuando se le cuestionó por el antisemitismo de sus artículos, diciendo: “Publicaciones antisemitas han existido en Alemania durante siglos. Por ejemplo, un libro que yo tenía, y a la postre confiscado, fue escrito por el Dr. Martín Lutero. Si este libro hubiera sido tomado en consideración por la fiscalía, seguramente hoy el Dr. Martín Lutero estaría en mi lugar en el banquillo de los acusados. En este libro, “Los judíos y Sus Mentiras”, el Dr. Martín Lutero describe a los judíos como hijos de víbora y recomienda prender fuego a sus sinagogas y destruirlos.”  La fiscalía difícilmente pudo rebatir tales pruebas.
Desde la década de 1980, algunos organismos de la Iglesia Luterana han denunciado formalmente los escritos antisemitas de Lutero. En noviembre de 1998, en el 60.º aniversario de la Kristallnacht o la "Noche de los Cristales Rotos" la Iglesia Luterana de Baviera emitió el siguiente comunicado: "Es imperativo para la Iglesia Luterana, la cual ella misma está en deuda con la obra y tradición de Martín Lutero, tomar seriamente sus pronunciamientos antijudíos, reconocer su influencia teológica, y reflexionar sobre sus consecuencias para así distanciarse de cada expresión de antijudaísmo dentro de la teología luterana".

### Lutero con respecto a la brujería y magia
Lutero compartía el carácter medieval de rechazar todos los signos que le pudieran parecer indicios de brujería, considerándola a esta antagónica al cristianismo. Es por ello que los practicantes de hechicería eran perseguidos tanto en los territorios católicos como en los protestantes. Se dice que Lutero compartía algunas de las supersticiones sobre la brujería que eran comunes en su tiempo, por ejemplo, la creencia de que las brujas, con la ayuda del demonio, podían robar leche simplemente al pensar en una vaca. En su Catecismo Menor Lutero enseña que la brujería era un pecado contra el segundo mandamiento.

## Legado en la música coral
Martín Lutero no solo fue una figura clave de la Reforma Protestante, sino que también dejó una profunda huella en la música coral. Compuso varios himnos religiosos, destacando "Ein feste Burg ist unser Gott" ("Castillo fuerte es nuestro Dios"), que se convirtió en un símbolo musical de la Reforma. Su enfoque de adaptar melodías tradicionales a la liturgia contribuyó a popularizar los cantos congregacionales en los servicios religiosos.

## Otros escritos de Lutero

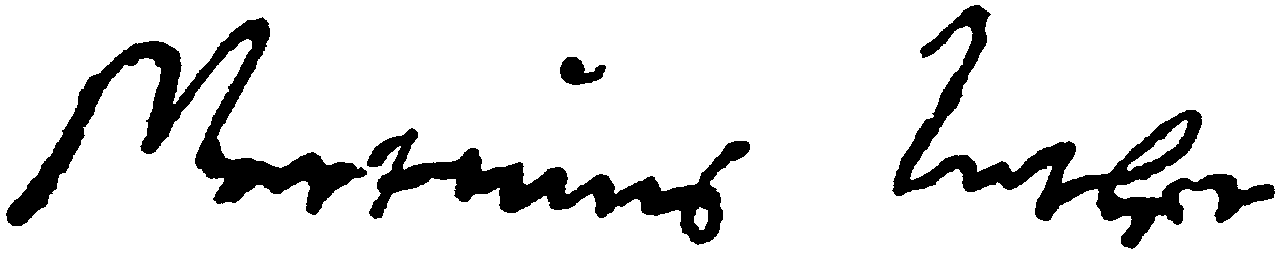
Firma de Martín Lutero.

El número de libros atribuidos a Martín Lutero es bastante alto. Sin embargo, algunos estudiosos de Lutero creen que muchas de tales obras fueron al menos esbozadas por algunos de sus amigos, como Melanchthon. La fama de Lutero les daba una audiencia potencial mayor que la que hubieran obtenido de ser publicados bajo los nombres de sus verdaderos autores.
La más completa colección de los voluminosos escritos de Lutero es Weimar Ausgabe (Edición de Weimar), que consta de 101 volúmenes infolio, aunque solo una fracción de estos escritos ha sido traducida.
Algunos de sus libros explican cómo se establecieron las epístolas con su canonicidad, hermenéutica, exégesis y exposición, y muestran cómo se integran los libros de la Biblia entre sí. Destacan entre ellos los escritos sobre la Epístola a los Gálatas, en los cuales se compara a sí mismo al apóstol Pablo en su defensa del Evangelio (por ejemplo, el comentario en Lutero y la Epístola a los Gálatas).
Lutero también escribió sobre la administración civil y eclesiástica y sobre el hogar cristiano.
El estilo literario de Lutero era polémico, en parte porque cuando le apasionaba un tema llegaba a insultar a sus oponentes. Al igual que otros reformadores era muy intolerante con otras creencias y con los puntos de vista opuestos al suyo y esto puede haber exacerbado la Reforma protestante en Alemania.
Su preocupación por la amenaza otomana va a plasmarse en su Vom Kriege wider die Türken (1529) donde identifica a los turcos con la visión de las cuatro bestias del libro de Daniel.

## Muerte
A pesar de padecer una enfermedad cardíaca de larga duración, Lutero, de 62 años, viajó en enero de 1546 a Eisleben para ayudar a resolver la herencia y las disputas legales dentro de la familia del conde Mansfeld. Lutero estaba debilitado por el viaje invernal y hasta el 16 de febrero sólo participó en las discusiones durante poco más de una hora cada una.
 

Posteriormente se encontró un trozo de papel en el que Lutero había escrito su última declaración. La misma estaba en latín, salvo la frase final que estaba en alemán. En el texto se lee:

1. Nadie puede entender las Bucólicas de Virgilio a menos que haya sido pastor durante cinco años. Nadie puede entender las Geórgicas de Virgilio a menos que haya sido agricultor durante cinco años.
2. Nadie puede entender las Cartas de Cicerón (o eso enseño yo) a menos que se haya ocupado de los asuntos de algún estado prominente durante veinte años.
3. Sabed que nadie puede haberse entregado suficientemente a los Santos Escritores, a menos que haya gobernado las iglesias durante cien años con los profetas, como Elías y Eliseo, Juan el Bautista, Cristo y los apóstoles.
4. No arremetan contra esta divina Eneida; más bien, prosternaos y venerad el suelo que pisa.

«Wir sind Bettler, das ist wahr», (Somos mendigos, esa es la verdad).
En la noche del 18 de febrero de 1546, en Eisleben, la ciudad donde había nacido, Lutero se despertó de un ataque de dolor. Recibió la última asistencia médica y en su habitación se reunieron varias personas: el propietario, el secretario municipal y su esposa, los dos médicos municipales y el conde Albrecht y su esposa. Justo Jonás el Viejo y Miguel Celio le preguntaron si confesaría sus enseñanzas hasta su muerte. Él respondió que sí. Luego dejó de responder y murió a las 3 de la mañana. Fue enterrado en la iglesia del Palacio de Wittenberg, cerca del púlpito.
En ámbitos católicos surgió pronto la leyenda de su muerte en estado de angustia o incluso de suicidio, falsedades históricas que han sido superadas por el estudio de las fuentes.

## Su legado

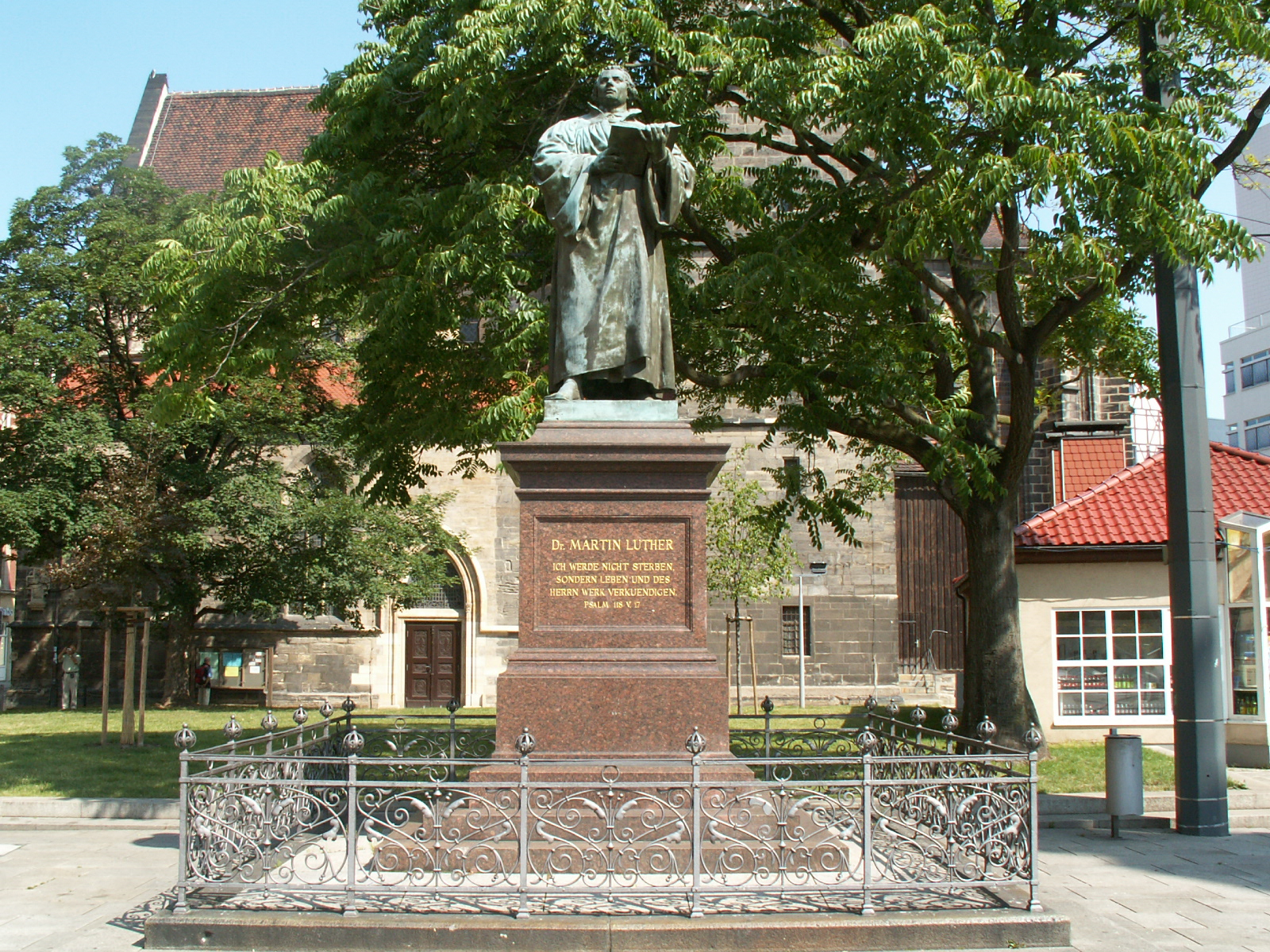
Monumento a Martín Lutero en Erfurt.

Lutero fue el principal artífice de la Reforma Protestante, en la que tuvo un papel mucho más destacado que otros reformadores. Gracias a la imprenta, sus escritos se leyeron en toda Alemania y ejercieron influencia sobre otros muchos reformadores y pensadores, dando origen a diversas tradiciones protestantes en Europa y en el resto del mundo.
Tanto la Reforma protestante como la consecuente reacción católica, la Contrarreforma, supusieron un importante desarrollo intelectual en Europa, por ejemplo: mediante el pensamiento escolástico de los jesuitas en el caso del catolicismo. Por su traducción de la Biblia, Lutero es considerado además uno de los fundadores de la literatura en alemán.
Se ha alegado que en los territorios luteranos disminuyó mucho el poder absoluto de los reyes.[cita requerida] Lo cierto es que “la influencia de la doctrina protestante sobre los planteamientos políticos ha sido interpretada según criterios tan variados como para llegar a vincular al protestantismo tanto con la implantación de regímenes democráticos como totalitarios o absolutistas. Una primera circunstancia a tener presente es el hecho de que el protestantismo supuso una reformulación de las relaciones entre Iglesia y Estado”. Católicos y protestantes sostuvieron entre sí terribles guerras religiosas. Un siglo después de las protestas de Lutero, una revuelta en Bohemia provocó la guerra de los Treinta Años, un conflicto entre católicos y protestantes que arrasó gran parte de Alemania.

## Formación del luteranismo

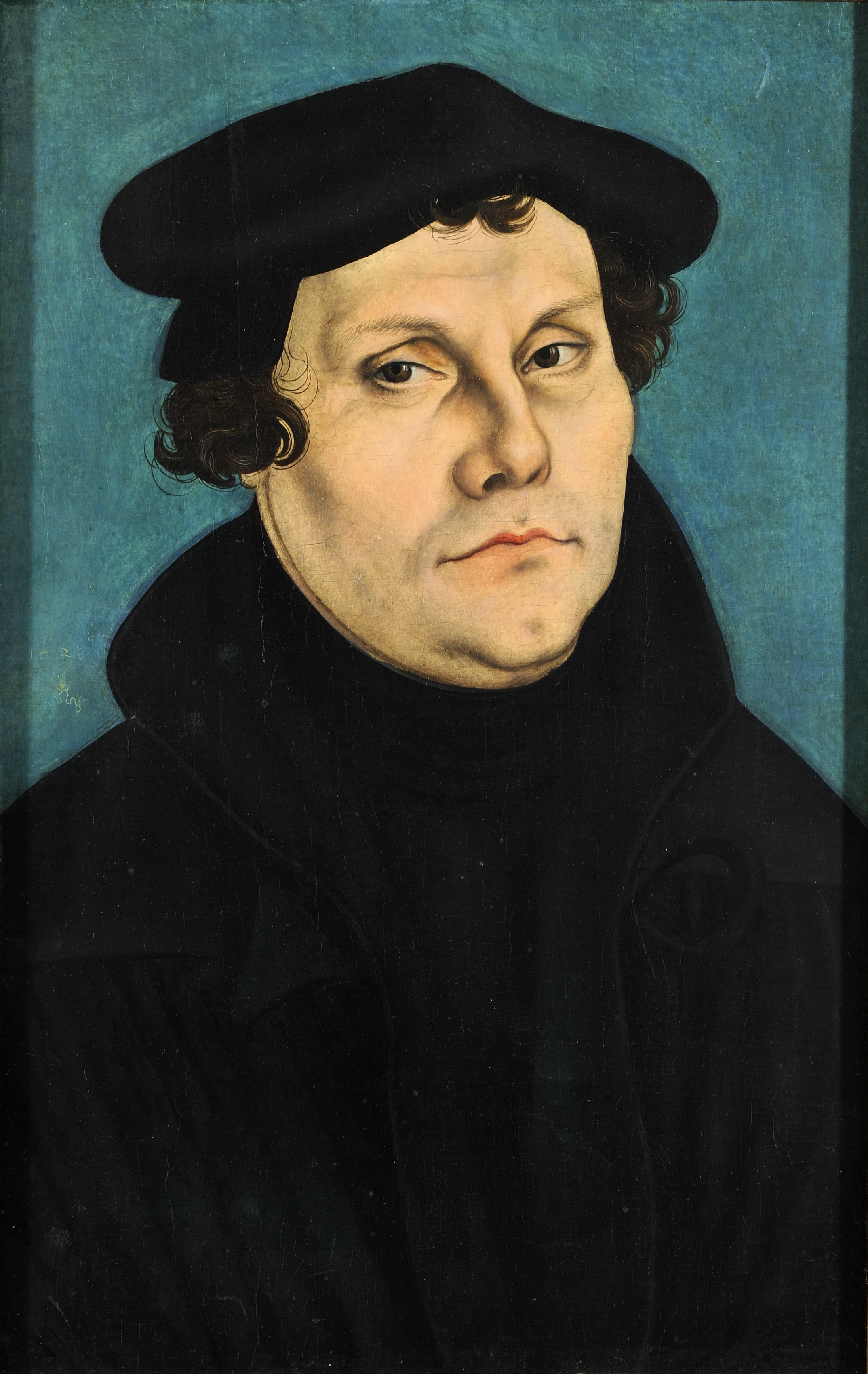
Retrato de Martín Lutero.

Lutero no fundó la iglesia luterana como una institución, ni planeaba que sus enseñanzas derivaran en una nueva denominación cristiana. Por el contrario, expresó, con sus propias palabras, su deseo de que eso no ocurriera, cuando declaró:
"Ruego por que dejen mi nombre en paz. No se llamen a sí mismos 'luteranos', sino Cristianos. ¿Quién es Lutero?, mi doctrina no es mía. Yo no he sido crucificado por nadie. ¿Cómo podría, pues, beneficiarme a mí, una bolsa miserable de polvo y cenizas, dar mi nombre a los hijos de Cristo?. Dejen, mis queridos amigos, de aferrarse a estos nombres de partidos y distinciones; fuera a todos ellos, y dejen que nos llamemos a nosotros mismos solamente cristianos, según aquel de quien nuestra doctrina viene".
Por otro lado, se ha hablado de que "hasta tal punto fue un hombre contradictorio y poco sistemático que cabría preguntarse si acaso Lutero habría sido «luterano», puesto que luteranismo implica sistematismo y esto es algo difícil de encontrar en él". A pesar de ello, en la historicidad de la reforma protestante, se fue designando el apelativo "luterano" y "luteranismo" para referirse a la doctrina interpretativa y enseñanzas que Lutero hizo acerca del cristianismo. Este término fue usado de igual forma por la Iglesia católica para referirse a los simpatizantes de las interpretaciones que Lutero tenía respecto al cristianismo. No obstante, fueron consolidándose diversas iglesias autodenominadas luteranas, y con ello se fue formando esa denominación cristiana.

## Conmemoración
El calendario litúrgico luterano conmemora a Martín Lutero el 18 de febrero, al igual que la Iglesia Episcopal de los Estados Unidos. En la Iglesia Anglicana se lo recuerda el 31 de octubre.

## Logros
Martín Lutero, figura clave de la Reforma Protestante, logró varios hitos significativos. Entre ellos, la traducción de la Biblia al alemán, lo que democratizó el acceso a las escrituras y fomentó el uso de la lengua vernácula, y la formulación de la doctrina de la justificación por la fe, que desafió la doctrina católica tradicional. Además, sus 95 tesis iniciaron un debate teológico profundo y condujeron a la división de la cristiandad.

### Traducción de la Biblia al alemán
Lutero tradujo la Biblia del latín al alemán, permitiendo que la gente común pudiera leerla y entenderla por sí misma. Esto tuvo un gran impacto en la difusión del protestantismo y en el desarrollo del idioma alemán.

### Doctrina de la justificación por la fe
Lutero propuso que la salvación se obtiene por la fe en Jesucristo, no por las obras o indulgencias. Esta idea central del luteranismo desafió la doctrina católica y fue fundamental en la Reforma.

### Las 95 tesis
En 1517, Lutero clavó sus 95 tesis en la puerta de la iglesia de Wittenberg, criticando la venta de indulgencias y otros abusos de la Iglesia Católica. Estas tesis marcaron el inicio de la Reforma Protestante.

### Fundación del luteranismo
Lutero no solo cuestionó las enseñanzas de la Iglesia Católica, sino que también fundó una nueva iglesia, la luterana, que se basaba en sus propias interpretaciones de las Escrituras.

### Desarrollo del idioma alemán
La traducción de la Biblia al alemán y la difusión de sus escritos ayudaron a estandarizar y popularizar el idioma alemán.

### Influencia en la educación
Lutero abogó por la educación para todos, no solo para los líderes religiosos, lo que contribuyó al aumento del alfabetismo y la difusión del conocimiento.

### Desarrollo del pensamiento político
Lutero sentó las bases para conceptos modernos de autonomía individual y libertad de conciencia, al enfatizar la relación directa entre el individuo y Dios.
En resumen, Martín Lutero fue una figura revolucionaria que no solo dividió la cristiandad, sino que también dejó un legado duradero en la religión, la cultura, la lengua y la política.

### Otros temas
- Cristianismo
- Castillo fuerte es nuestro Dios
- Orden de San Agustín
- Jesús
- Ulrico Zuinglio
- Juan Calvino
- Sello de Lutero
- Luteranismo
- Reforma protestante
- Protestantismo
- Calvinismo
- Anglicanismo
- Enrique VIII
- Judensau (refiere a la obra de Lutero Schem Hamphoras)
- Concilio de Trento
- Historia de Alemania en tiempos de la Reforma
- Misa alemana (Servicio divino)

### Iglesias Luteranas afiliadas
- Federación Luterana Mundial (140 iglesias), 68 millones de fieles
- Concilio Luterano Internacional (34 iglesias)
- Conferencia Luterana Evangélica Confesional (19 iglesias)

### Otras iglesias luteranas no afiliadas
- Iglesia católica evangélica

## Ediciones en Español
- Lutero, Martín. Obras reunidas. Colección Torre del aire, cartoné. Editorial Trotta.

1. 1. Escritos de reforma. Edición de Pablo Toribio. 2018. ISBN 978-84-9879-715-2.
2. 2. El siervo albedrío y otros escritos polémicos. Edición de Gabriel Tomás. 2019. ISBN 978-84-9879-783-1.
3. 3. Cartas y Charlas de sobremesa. Edición de Gabriel Tomás. 2023. ISBN 978-84-1364-099-0.

- Lutero, Martín. Comentarios de Martín Lutero. Editorial Clie:

1. Vol. 1: Romanos, 2003. ISBN 84-8267-364-5.
2. Vol. 2: Gálatas, 1998. ISBN 84-7645-988-2.
3. Vol. 3: Tito, Filemón y Hebreos, 1999. ISBN 84-8267-066-2.
4. Vol. 4: Selecciones de 1ª Corintios, 2001. ISBN 84-8267-136-7.
5. Vol. 5: 1a Timoteo, 2001. ISBN 84-8267-137-5.
6. Vol. 6: 1ª y 2ª Pedro, Judas y 1ª Juan, 2001. ISBN 84-8267-197-9.
7. Vol. 7: Mateo: Sermón del Monte y el Magníficat, 2002. ISBN 84-8267-198-7.
8. Vol. 8: Evangelio de Juan caps. 1-4, 2002. ISBN 84-8267-243-6.

- Lutero, Martín. Escritos políticos. Editorial Anaya, Madrid, 1986. Traducido por Abellán, Joaquín. ISBN 84-309-1267-3.

## Filmografía
- 1953: Martin Luther, película teatral, con Niall MacGinnis como Lutero; dirigida por Irving Pichel. Nominaciones a los Premios de la Academia por cinematografía en blanco y negro y dirección de arte/escenarios. Relanzada en 2002 en DVD en 4 idiomas.
- 1974: Luther, película teatral, con Stacy Keach como Lutero.
- 1981: Where Luther Walked, documental presentando a Roland Bainton como guía y narrador, dirigido por Ray Christensen (lanzamiento en VHS en 1992), ISBN 1-56364-012-0
- 1983: Martin Luther: Heretic, presentado en televisión con Jonathan Pryce como Lutero, dirigido por Norman Stone.
- 2002: Martin Luther, una película histórica de Lion TV/PBS serie Imperio, con Timothy West como Lutero, narrada por Liam Neeson y dirigido por Cassian Harrison.
- 2003: Lutero, película alemana rodada en inglés, con Joseph Fiennes como Lutero y dirigido por Eric Till.